# 石圍角邨
石圍角邨（英語：Shek Wai Kok Estate），是香港的公共屋邨，位於新界荃灣區東北部石圍角石圍角路3號，鄰近荃灣市中心。本邨於1980年至1982年間落成並入伙，總計有8座樓宇；總人口約15,700人，以單一屋邨計算為荃灣區最大公共屋邨。現時，石圍角邨由房屋署直接管理。

## 地理位置及命名
石圍角邨座落於荃灣區東北部之山地石圍角，毗鄰二陂圳、老圍及城門谷公園。以街道標分則是德士古道北以東、象鼻山路以南，而石圍角路從屋邨中間穿過。
由於本邨所處位置毗鄰附近的山谷成安谷（即城門谷），故此於規劃新公共屋邨期間一度被命名為「成安邨」。1977年6月，香港房屋委員會（房委會）最終決定採用屋邨所位處之原地名稱——石圍角作為邨名，將名稱正式修改為「石圍角邨」，並一直沿用至今。

## 歷史
石圍角邨的前身是石圍角的原居民村落——石圍角村，該村為荃灣區歷史最悠久的一批鄉村，除此之外亦包括附近的寮屋區及二陂圳村。自1960年代中期起，當時的香港政府就多次表示打算發展城門谷與老圍之間的山地石圍角，並於該地興建廉租屋邨（後改稱公共屋邨）。其後政府制定《荃灣北區整體發展計劃》，銳意大規模開發包括石圍角在內的荃灣區北部地域。石圍角村、二陂圳村、古坑村及附近的寮屋區因相關發展緣故需要清拆。1977年10月，石圍角村遷至和宜合道近梨木樹邨一帶重新安置。原址其後交由房委會負責興建公共屋邨。
石圍角邨於1977年11月開始動工建設，按興建時間排序為當時荃灣區範圍內的第14個公共屋邨。在原有的屋邨興建規劃中，本邨分別由3座採用雙連座工字型設計、2座採用三連座工字型設計，以及3座採用舊長型設計的共8座樓宇所組成，但後來因故而被修改為現時規劃。此外，當時政府原發展計劃內包括興建一條行人天橋連接作為發展區核心的石圍角邨與象山邨，以加強兩邨間的可達性及方便居民來往，惟其後不了了之。
本邨在整體發展上由首座落成的石蘭樓為中心點，按順時針方向從山上向下、先東後西逐步興建。其大致可分為兩個階段：第一階段包括位處山腰的石蘭樓、石菊樓、石翠樓、石葵樓、石圍角商場、石圍角街市、石圍角巴士總站、荃灣公立何傳耀紀念中學、博愛醫院歷屆總理聯誼會梁省德中學以及荃灣公立學校，於1980年至1981年間竣工（第1至2期）；至於第二階段就包括位處山腳的石芳樓、石荷樓、石蓮樓、石桃樓、保良局姚連生中學、香港道教聯合會石圍角小學以及石圍角社區會堂，於1982年竣工（第3至4期）。
1982年9月28日，英國首相戴卓爾夫人於訪港最後一日前往石圍角邨視察民情，期間曾到石蘭樓某居民家中進行家訪及接觸市民。

## 屋邨資料

### 樓宇

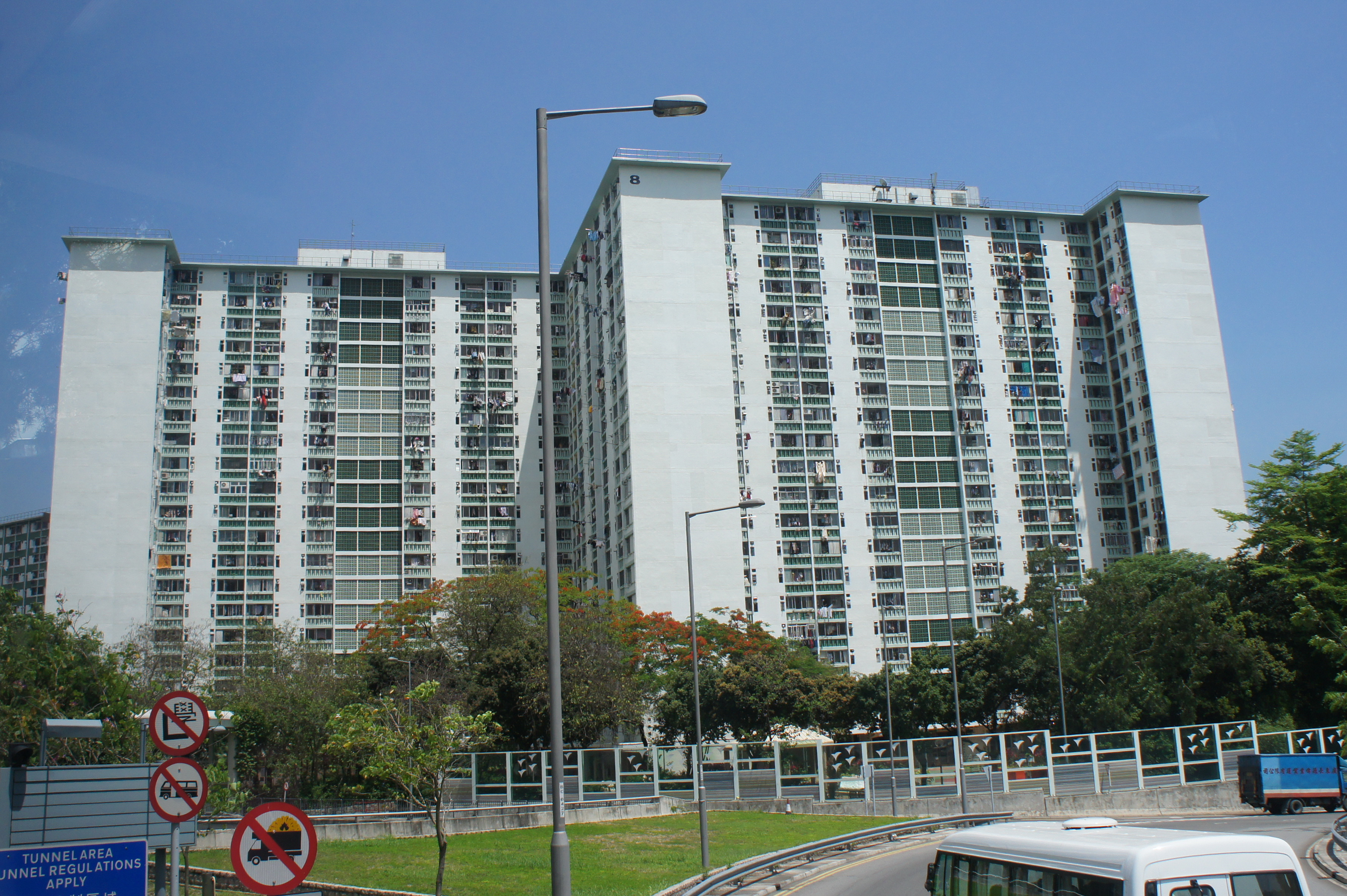
石桃樓（圖中大廈）採用雙連座Ⅰ字型設計，是荃灣區以至整個新界西唯一採用此款設計的大廈。此外，邨內部分大廈頂樓刻有座號，如圖中的石桃樓頂樓就刻上了代表第8座的數字「8」。

石圍角邨合共有8座樓宇，其中4座採用雙連座工字型設計、3座採用舊長型設計、1座採用雙連座Ⅰ字型設計。總單位數目達6,500伙。需要留意的是，房委會對各屋邨的相連工字型及Ⅰ字型樓宇的命名取態及統計標準不一：有的選擇把兩座相連樓宇各自獨立命名，並在統計上額外計入多一座樓宇，如彩雲邨觀日樓及伴月樓；有的採用同一名稱，僅以高低座作分別，並在統計上視為一座樓宇，如博康邨博文樓，其中本邨便屬於後者。若將相連的工字型及Ⅰ字型視為兩座不同樓宇，石圍角邨的樓宇數量實際可達13座。
每座樓宇的中間名稱均以花卉相關字眼命名（石〇樓），例如菊花（石菊樓）、翠雀（石翠樓）、紫芳草（石芳樓）等，為當時公共屋邨中十分常見的命名方式。值得一提的是，邨內部分建築（石芳樓、石荷樓及石桃樓，第5、6及8座）頂樓刻有對應座號，是全港芸芸非徙置大廈及非政府廉租屋樓宇中極罕有的特例，另一例子為石硤尾邨美山樓、美虹樓及美彩樓（第42至44座）。
由於本邨依山而建，各樓宇之間存在地勢落差。故此，以石圍角路與石安街的十字路口為界，東北方向的石蘭樓、石菊樓、石翠樓、石葵樓、石芳樓（社區會堂以東），俗稱為「上邨」；而西南方向的石芳樓（社區會堂以西）、石荷樓、石蓮樓、石桃樓，則俗稱為「下邨」。
石圍角邨落成至今曾進行幾次翻油工程，當中石蘭樓外牆原本以黑色油漆寫上的屋邨名稱於2011年的翻油工程中被覆蓋，但其後並未在原處或邨內其他大廈的外牆補上，成為香港極少數邨內大廈外牆沒有掛上或塗上邨名的公共屋邨。
| 樓宇名稱 （座號）          | 樓宇類型                    | 樓宇類型                    | 落成年份 | 樓宇層數 （住宅層數）           | 每層伙數 | 每座單位數目 （伙） | 承建商     | 提供升降機的廠商 （更新前） | 提供升降機的廠商 （更新後） | 期數 |
| -------------------------- | --------------------------- | --------------------------- | -------- | ------------------------------- | -------- | ------------------- | ---------- | --------------------------- | --------------------------- | ---- |
| 石蘭樓（第1座） （英語：Shek Lan House） | 雙連座工字型 （第一代設計） | 雙連座工字型 （第一代設計） | 1980年   | 低座： 26（25） 高座： 28（27） | 30 15    | 780                 | 環宇建築   | 乘賓（Sabiem） （AC/2）     | 迅達 5400AP（VVVF）         | 1    |
| 石菊樓（第2座） （英語：Shek Kuk House） | 雙連座工字型 （第一代設計） | 雙連座工字型 （第一代設計） | 1981年   | 低座： 26（25） 高座： 28（27） | 30 15    | 780                 | 環宇建築   | 乘賓（Sabiem） （AC/2）     | 迅達 5400AP（VVVF）         | 1    |
| 石翠樓（第3座） （英語：Shek Tsui House） | 雙連座工字型 （第一代設計） | 雙連座工字型 （第一代設計） | 1981年   | 低座： 26（25） 高座： 28（27） | 30 15    | 780                 | 環宇建築   | 快而安（FIAM） （AC/2）     | 迅達 5400AP（VVVF）         | 2    |
| 石葵樓（第4座） （英語：Shek Kwai House） | 雙連座工字型 （第一代設計） | 雙連座工字型 （第一代設計） | 1981年   | 低座： 26（25） 高座： 28（27） | 30 15    | 780                 | 環宇建築   | 快而安（FIAM） （AC/2）     | 迅達 5400AP（VVVF）         | 2    |
| 石芳樓（第5座） （英語：Shek Fong House） | 舊長型 （中央走廊式）       | 連接C+連接D                 | 1982年   | 15（12）                        | 60       | 720                 | 德信建築   | 快而安（FIAM） （AC/2）     | 日立 VFI-II（VVVF）         | 3    |
| 石荷樓（第6座） （英語：Shek Ho House） | 舊長型 （中央走廊式）       | 連接I+連接C                 | 1982年   | 15（14）                        | 40 60    | 800                 | 德信建築   | 快而安（FIAM） （AC/2）     | 日立 VFI-II（VVVF）         | 3    |
| 石蓮樓（第7座） （英語：Shek Lin House） | 舊長型 （中央走廊式）       | 連接I+連接D                 | 1982年   | 15（14）                        | 60       | 840                 | 朱祥興建築 | 日立 DB/A2（AC/2）          | 日立 VFI-II（VVVF）         | 4    |
| 石桃樓（第8座） （英語：Shek To House） | 雙連座Ⅰ字型                 | 雙連座Ⅰ字型                 | 1982年   | 21（20）                        | 54       | 1,080               | 朱祥興建築 | 日立 DB/A2（AC/2）          | 日立 VFI-II（VVVF）         | 4    |

### 行人天橋網絡

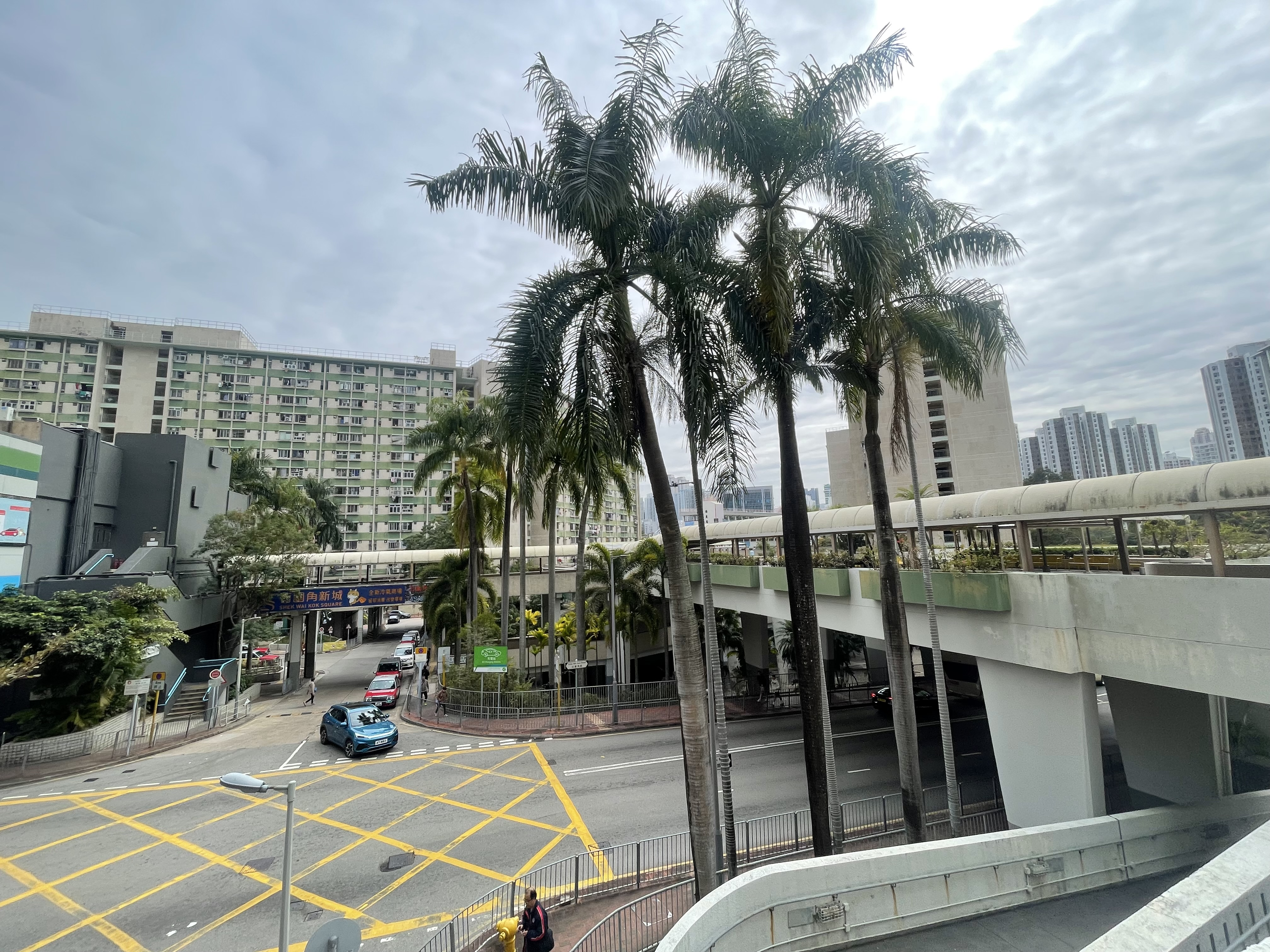
近空中花園一段的巨型行人天橋橫跨石圍角路上空

邨內設有多條行人天橋及有蓋通道，連接多層停車場、石蓮樓、石蘭樓、空中花園、商場基座、石芳樓及石葵樓。它們共同組成了一個連貫的行人天橋網絡，方便居民出入並免受日曬雨淋。其中行人天橋網絡近空中花園一段的巨型天橋橫跨邨中央的石圍角路的上空，形成在眾多屋邨中獨有的一片景觀，更是全香港首個設有空中花園的屋邨。空中花園的草叢內豎立了一塊金屬製紀念牌匾，在牌匾上分別以中文及英文記載了英國首相戴卓爾夫人於1982年9月28日到訪石圍角邨一事。
此外，多層停車場以及石菊樓與石翠樓附近各設行人天橋橫跨象鼻山路，分別通往馬閃排路及二陂圳。

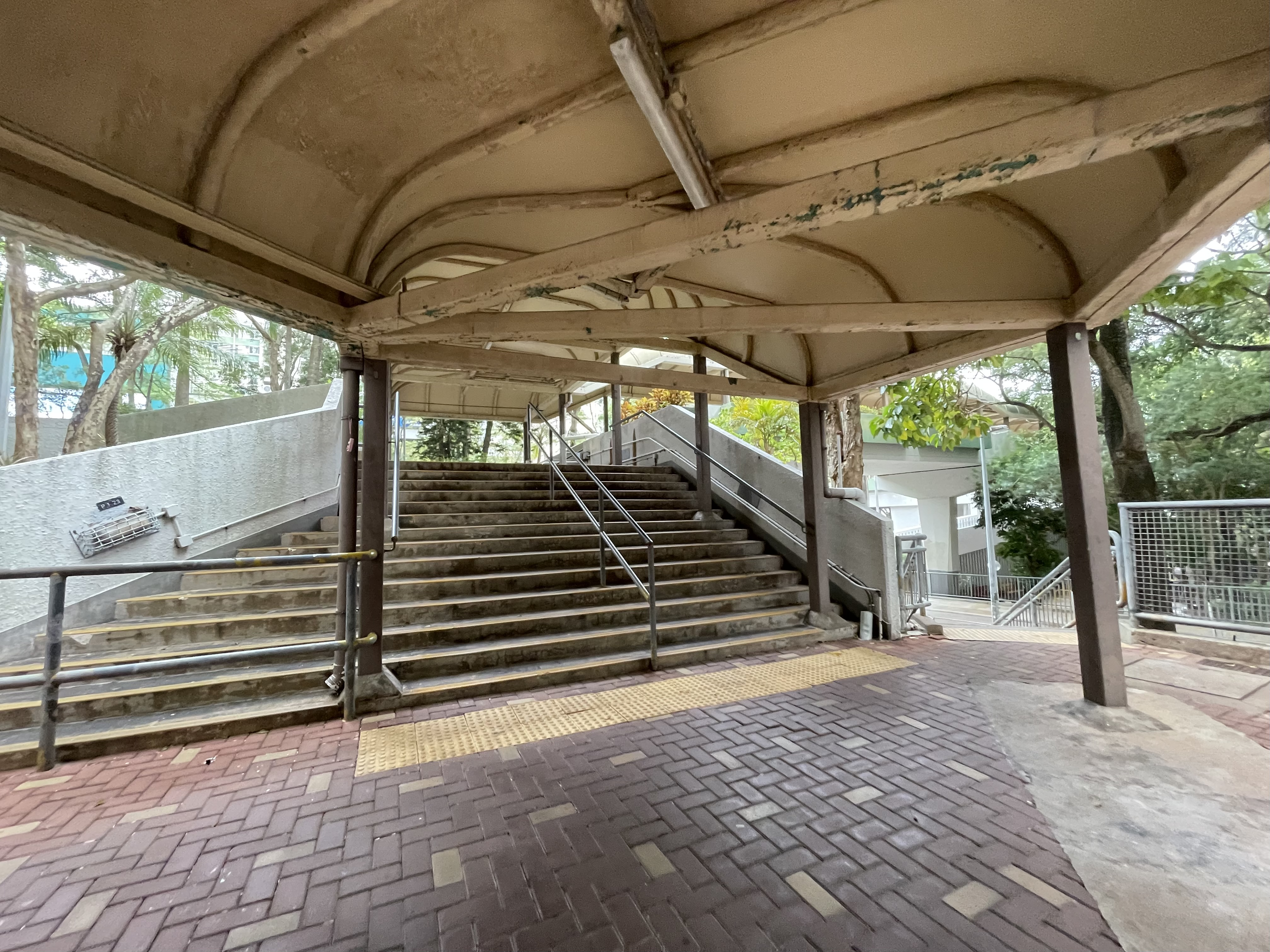
近石蘭樓入口
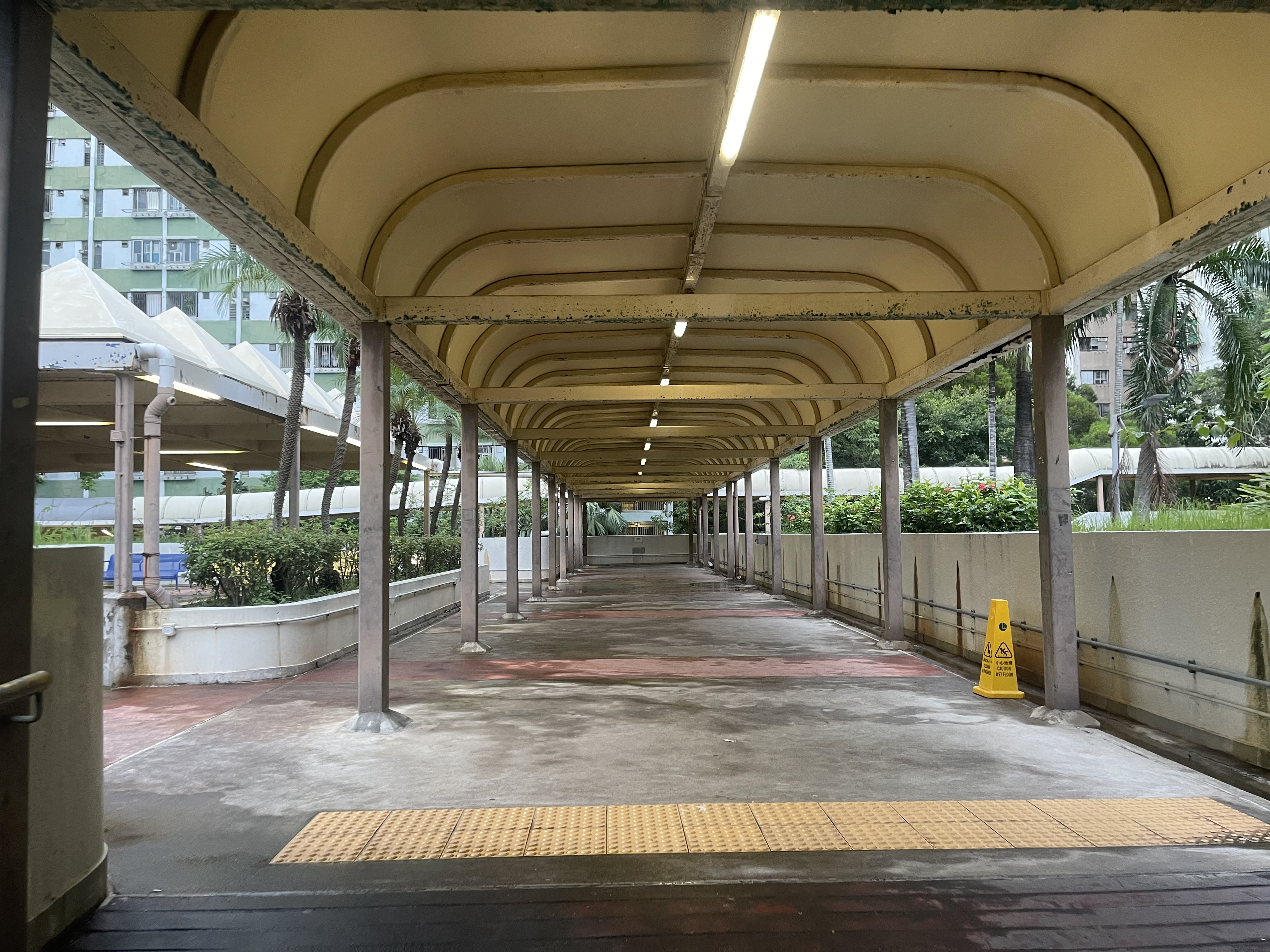
行人天橋內貌

## 邨內及附近公共設施

### 文娛康樂及體育設施

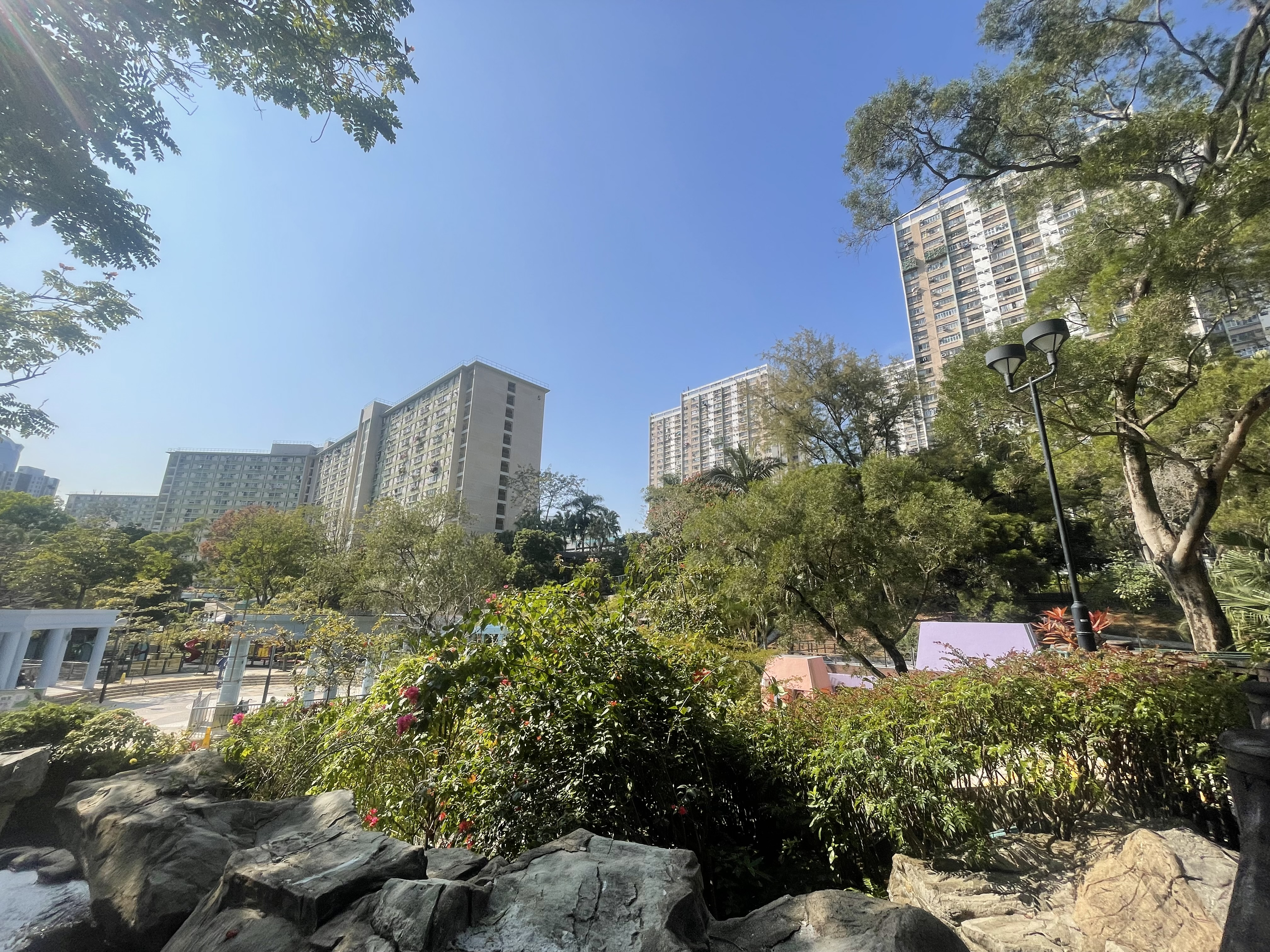
石圍角邨與城門谷公園南園相鄰

石圍角邨文康設施較佳，毗鄰荃灣區幾個主要的康體設施，包括城門谷公園南園、城門谷游泳池、城門谷運動場以及蕙荃體育館，為居民提供了充足的綠化環境及運動場所。
邨內有多個小型遊樂場，亦有一個籃球場及數個羽毛球場。商場基座二樓對出設有一個多用途活動場地（羅馬廣場），提供予社區團體舉行宣傳活動、講座或表演。
邨內設有公共圖書館及郵政局，方便居民借閱書籍報章、收寄郵件及繳交公共事業費用。此外，邨內設社區會堂，經常用於舉行粵曲表演、音樂會或有關地區的講座。

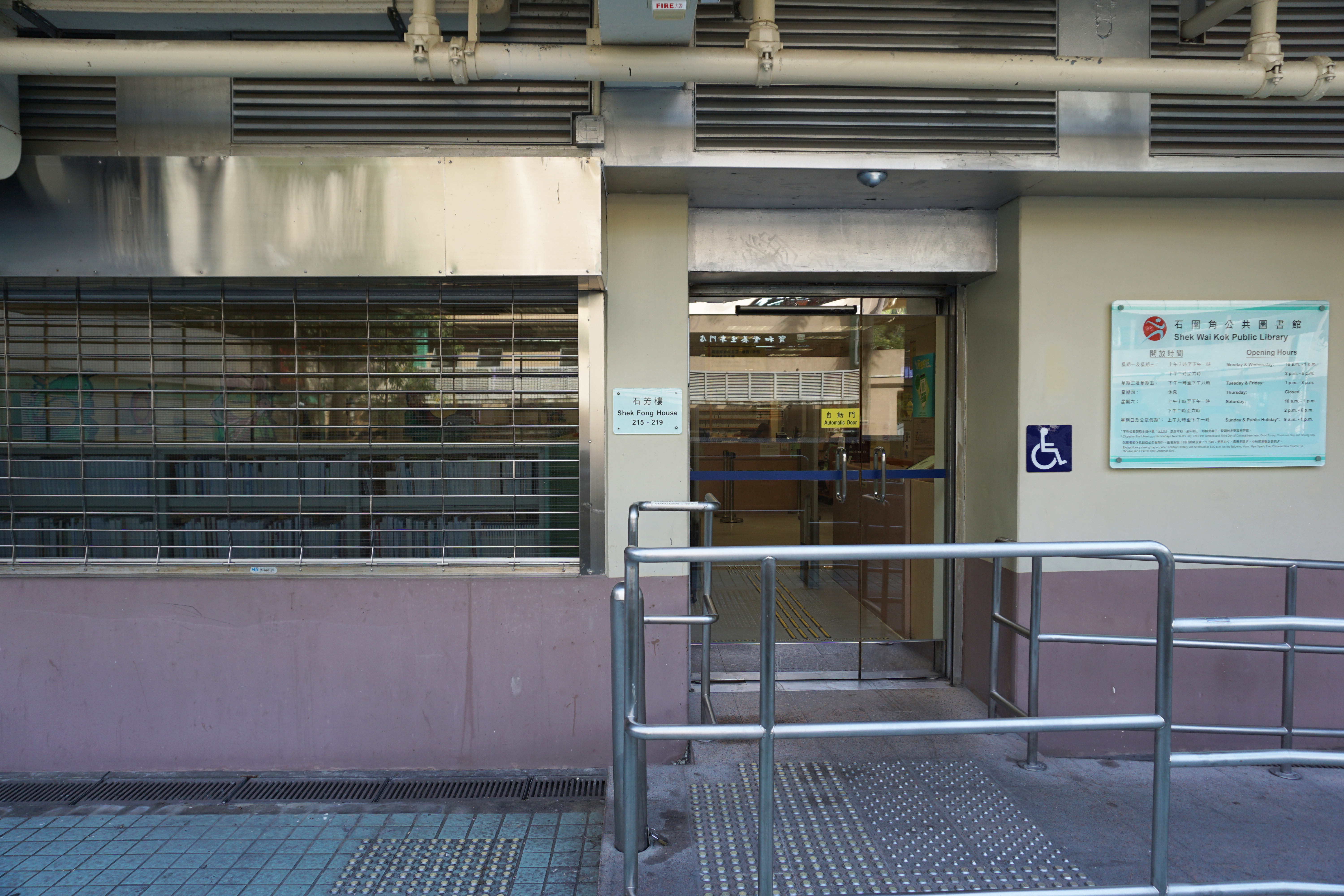
石圍角公共圖書館
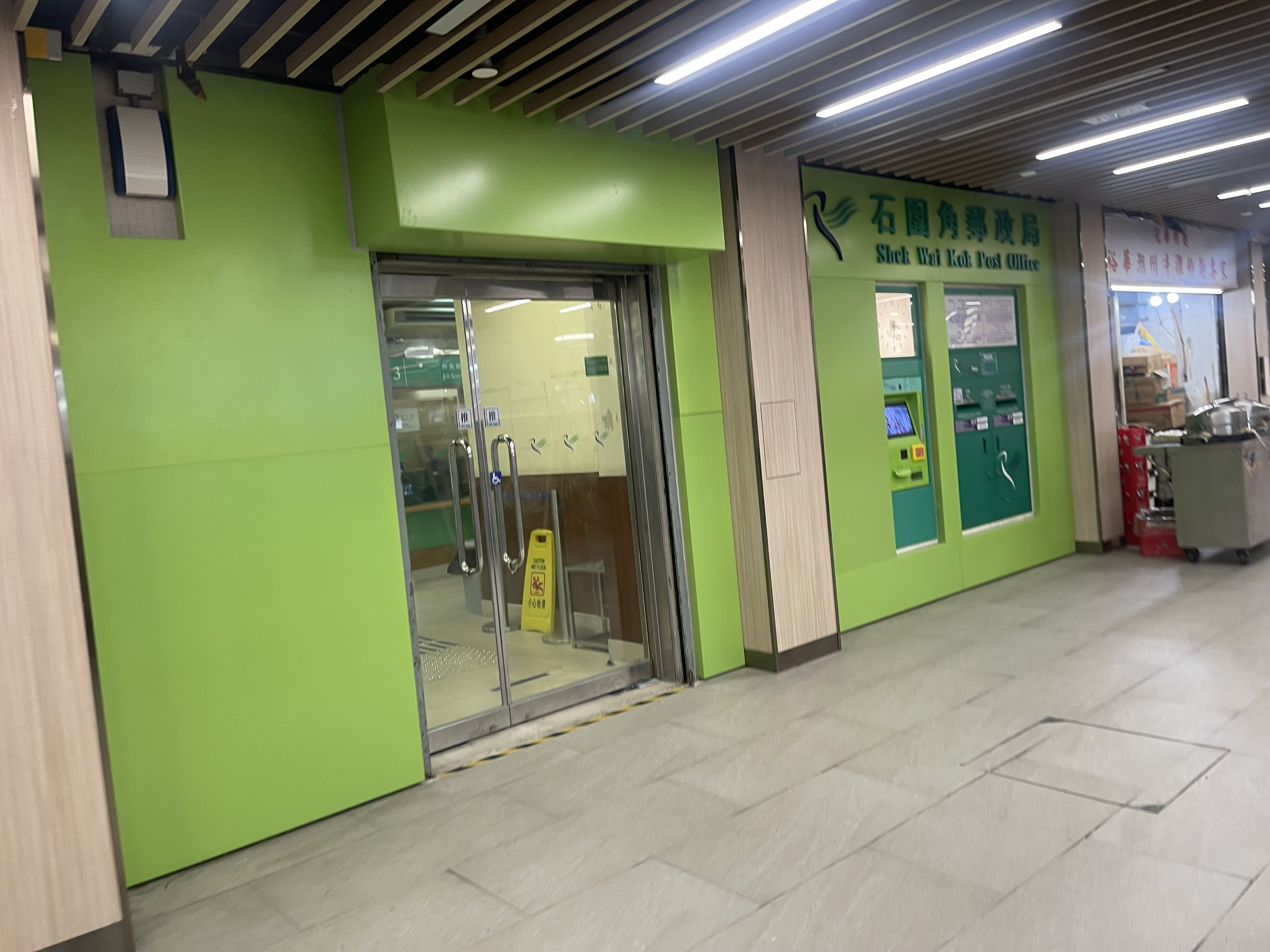
石圍角郵政局
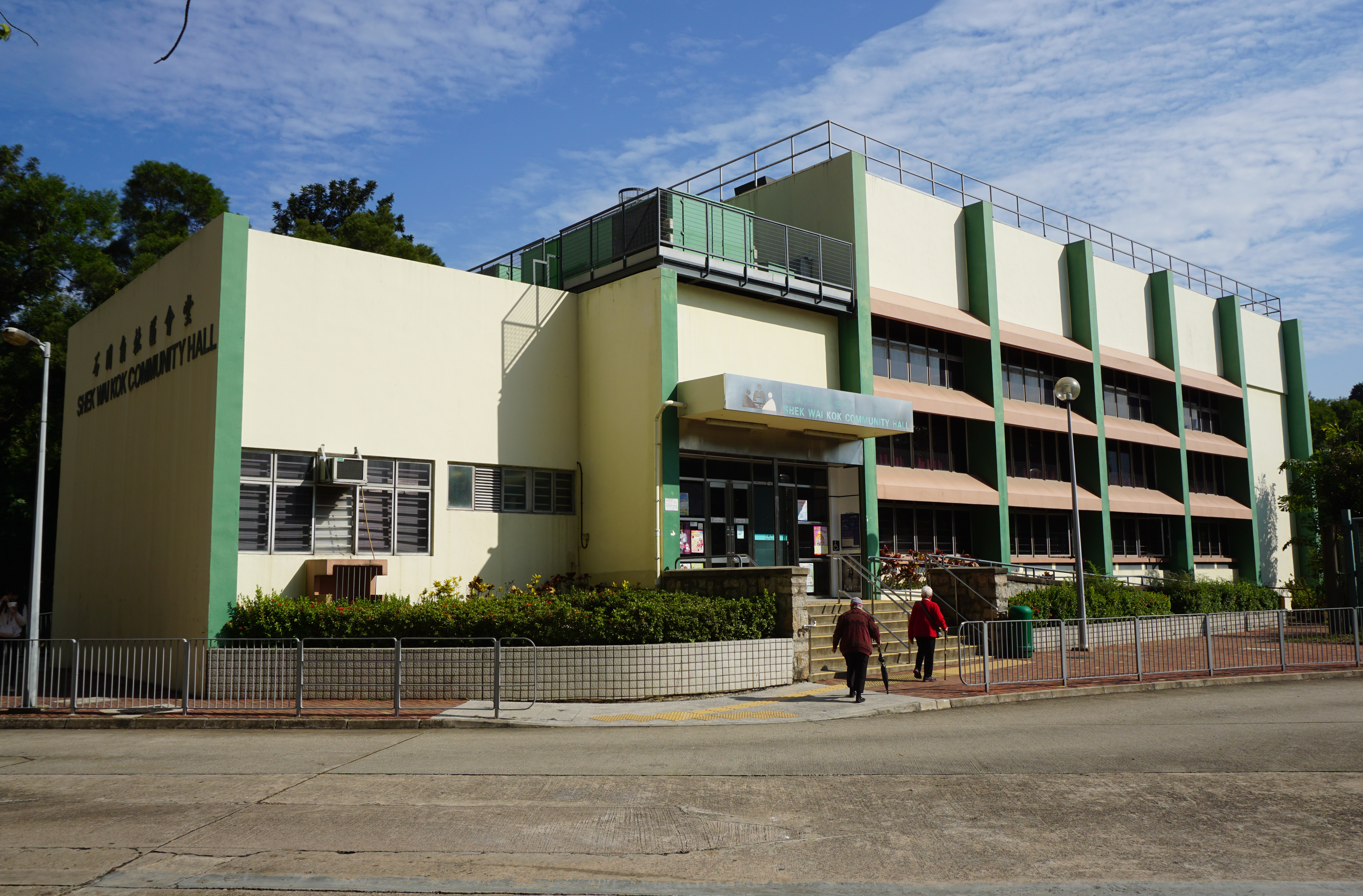
石圍角社區會堂
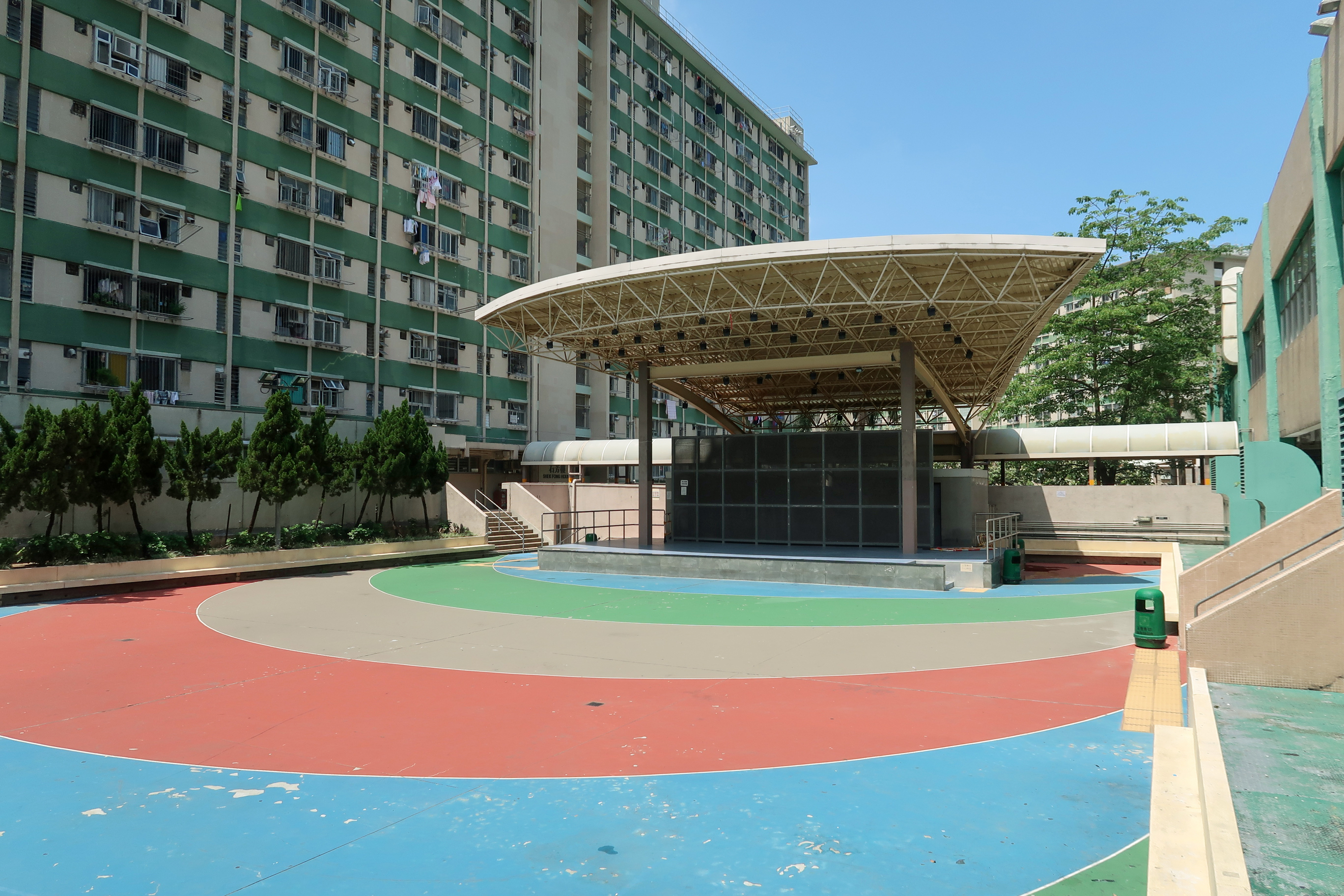
多用途活動場地（羅馬廣場）
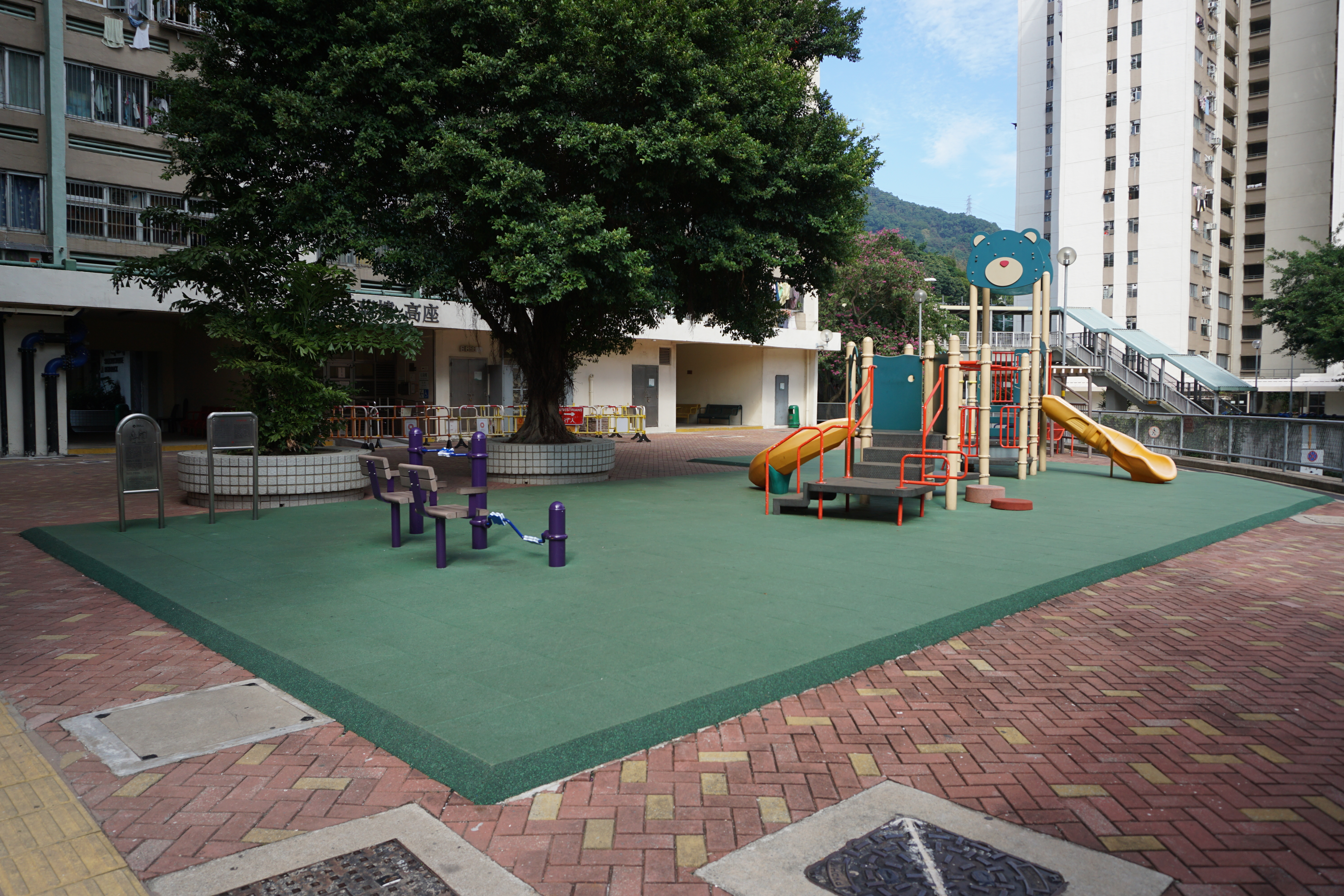
健體區（1）及兒童遊樂場（1）
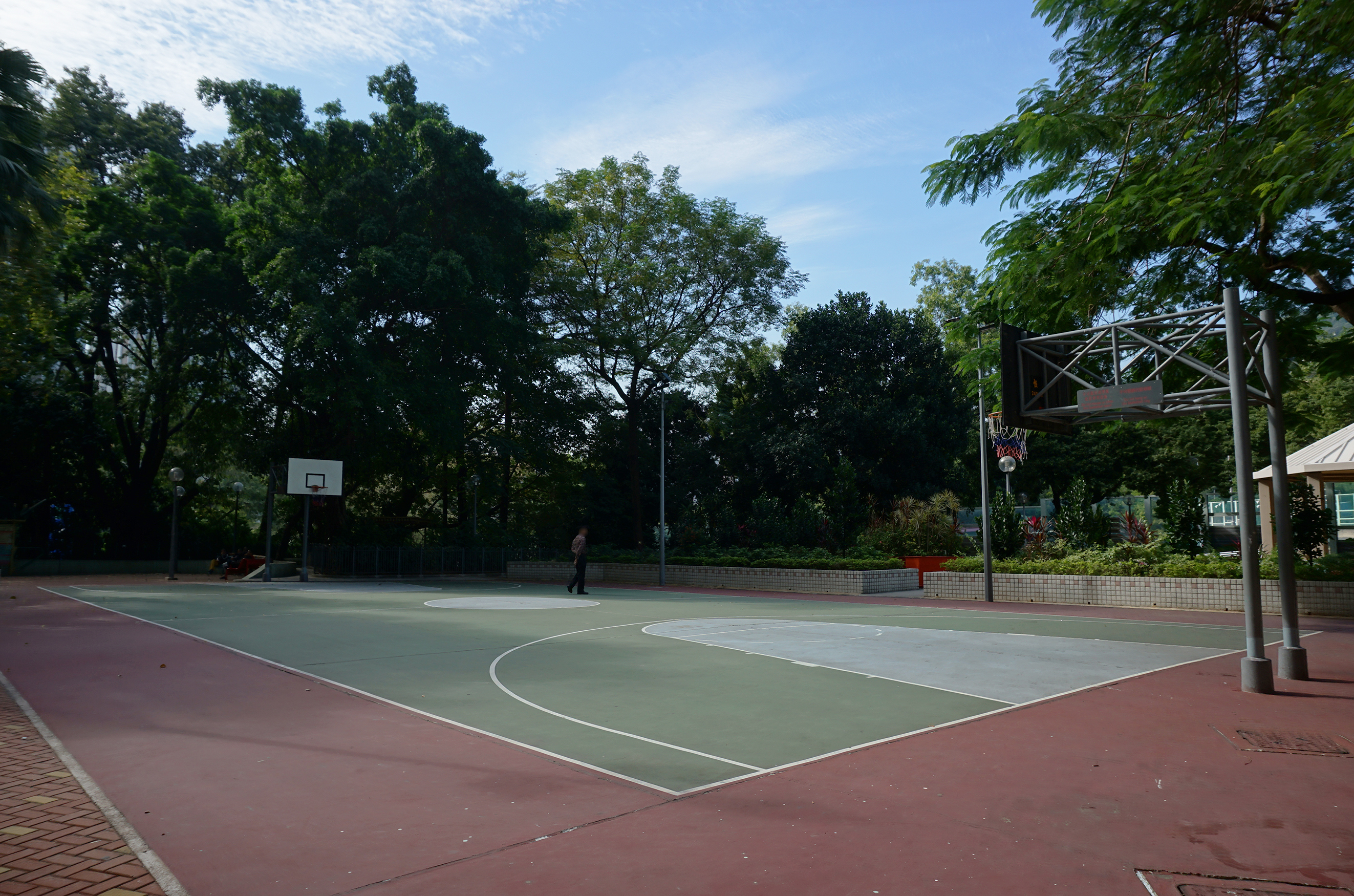
籃球場
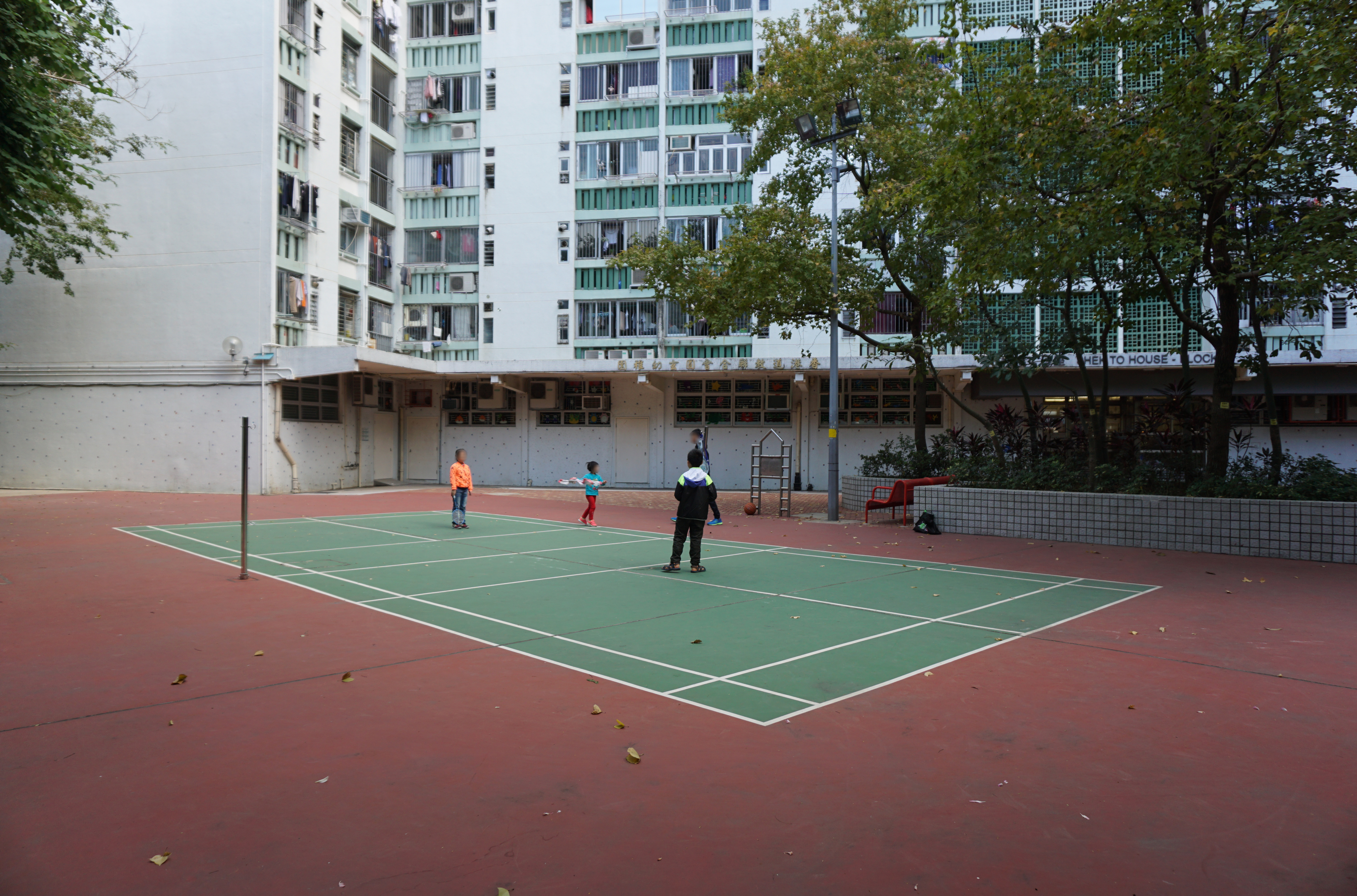
羽毛球場
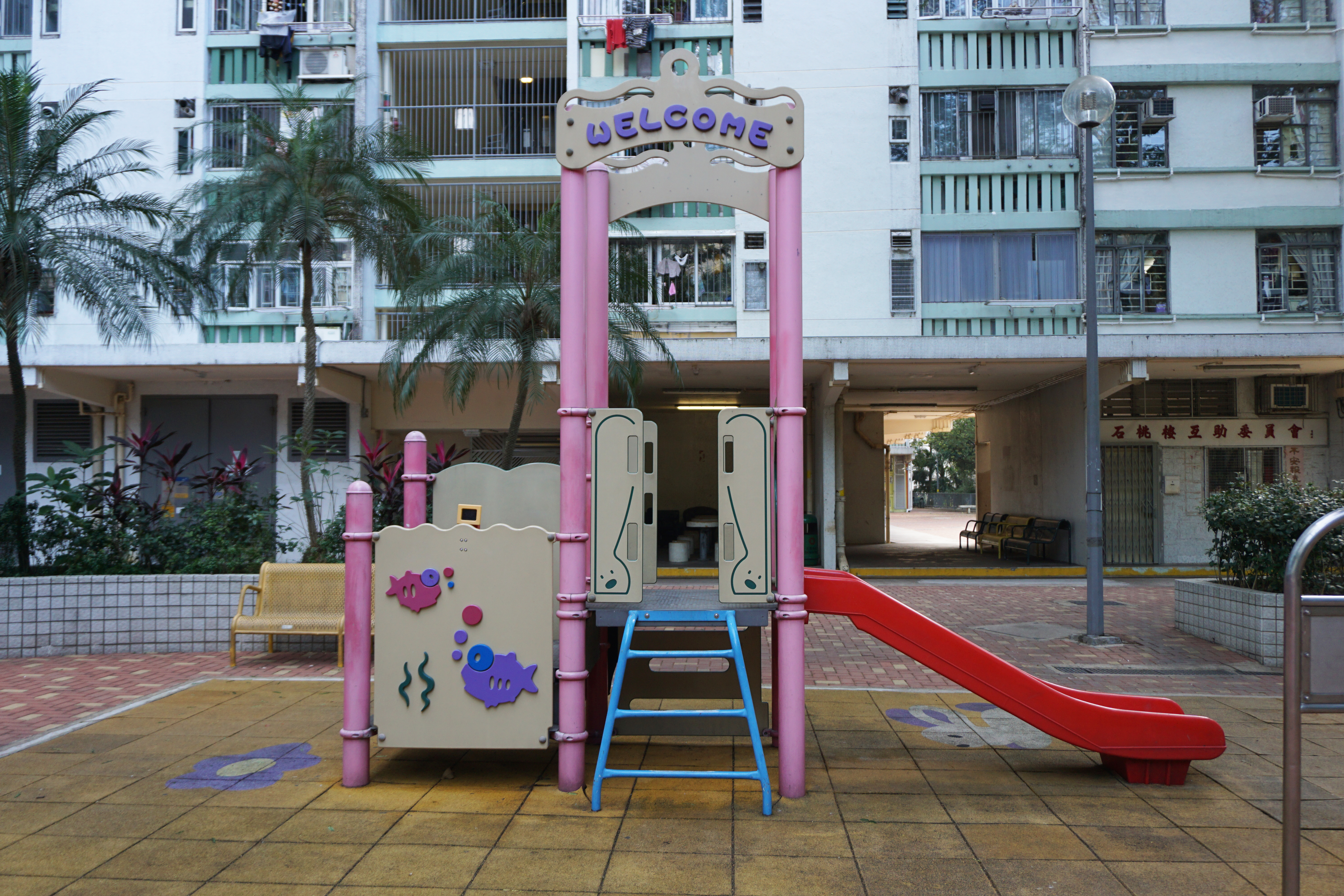
兒童遊樂場（2）
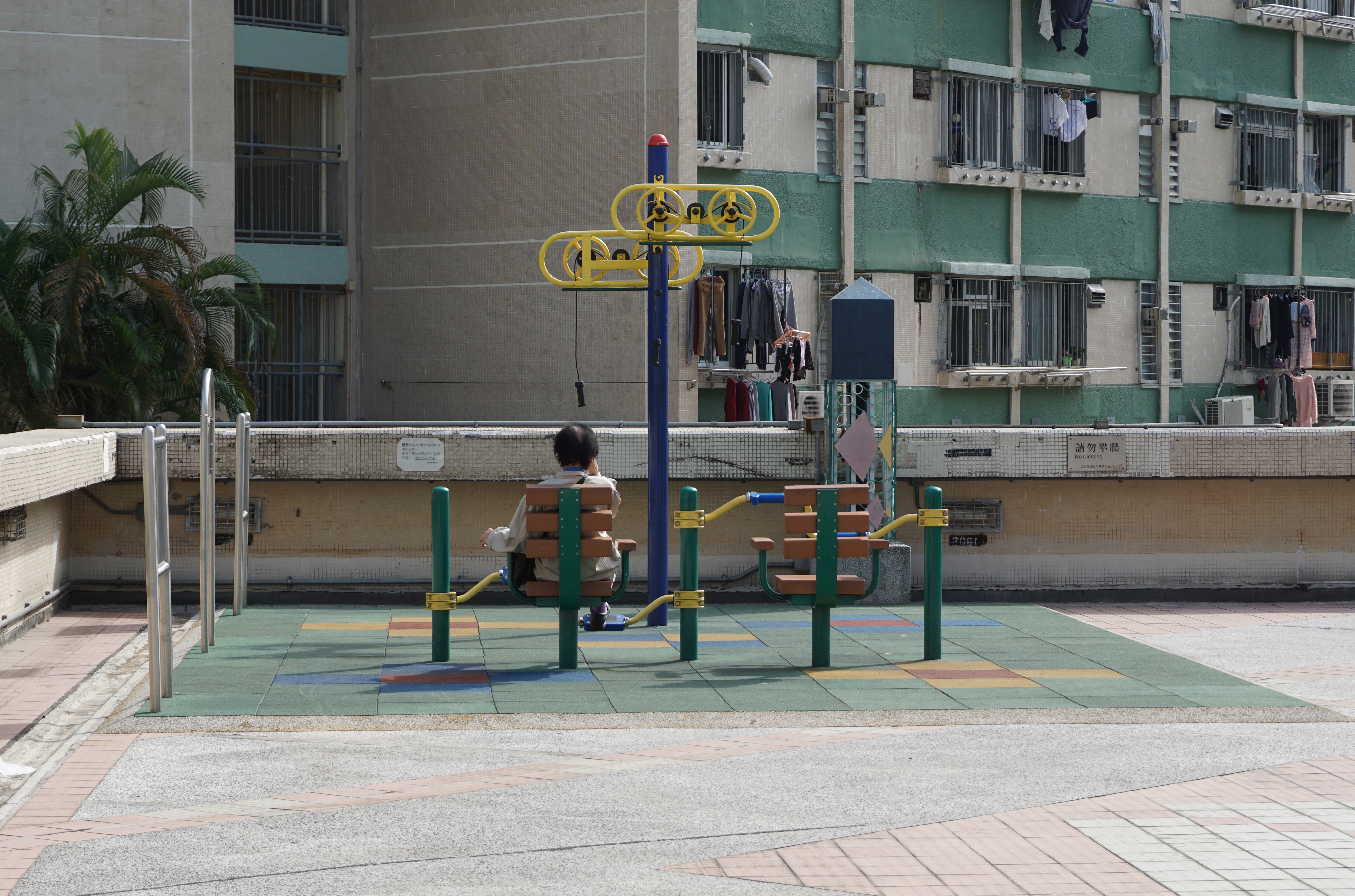
健體區（2）
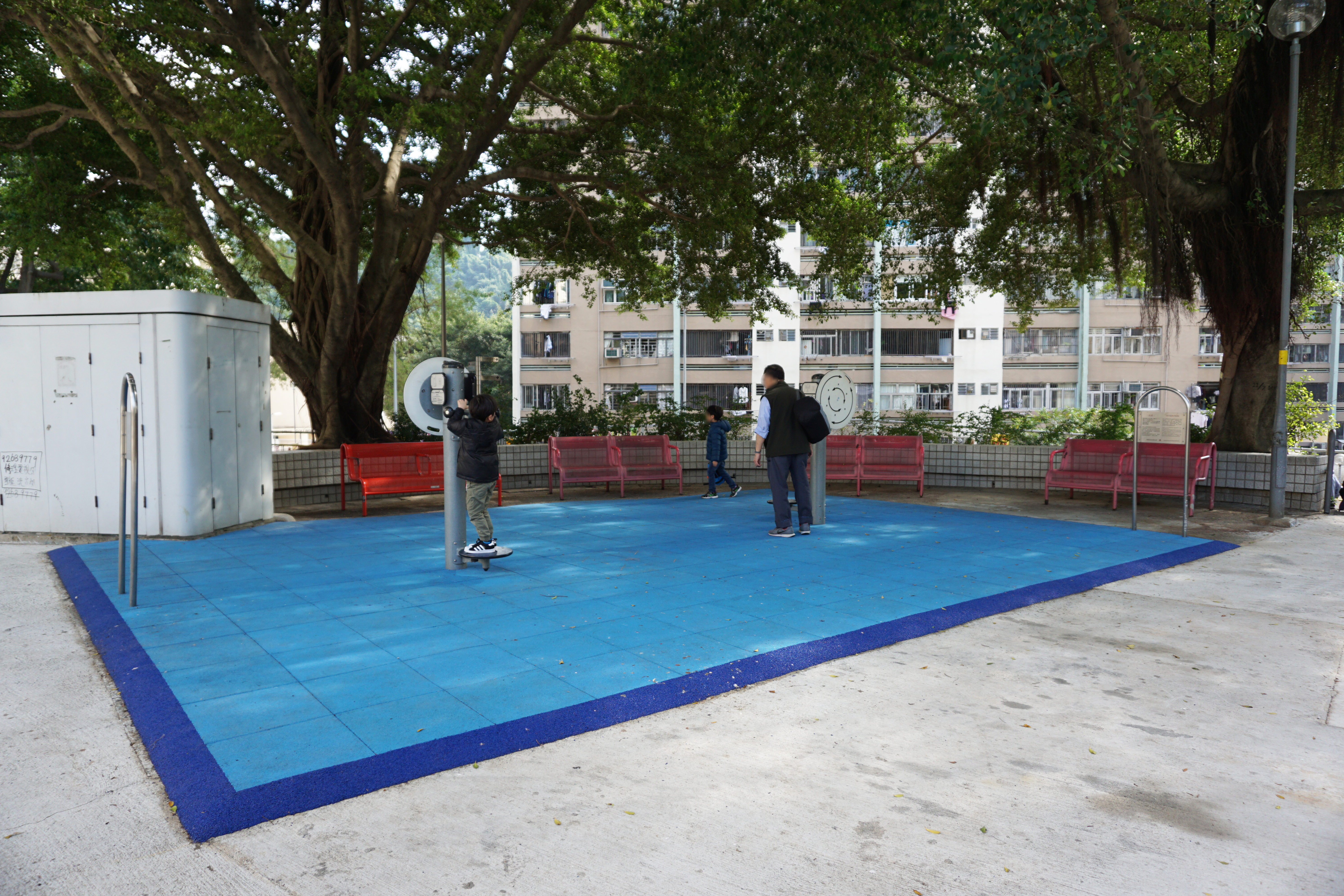
健體區（3）
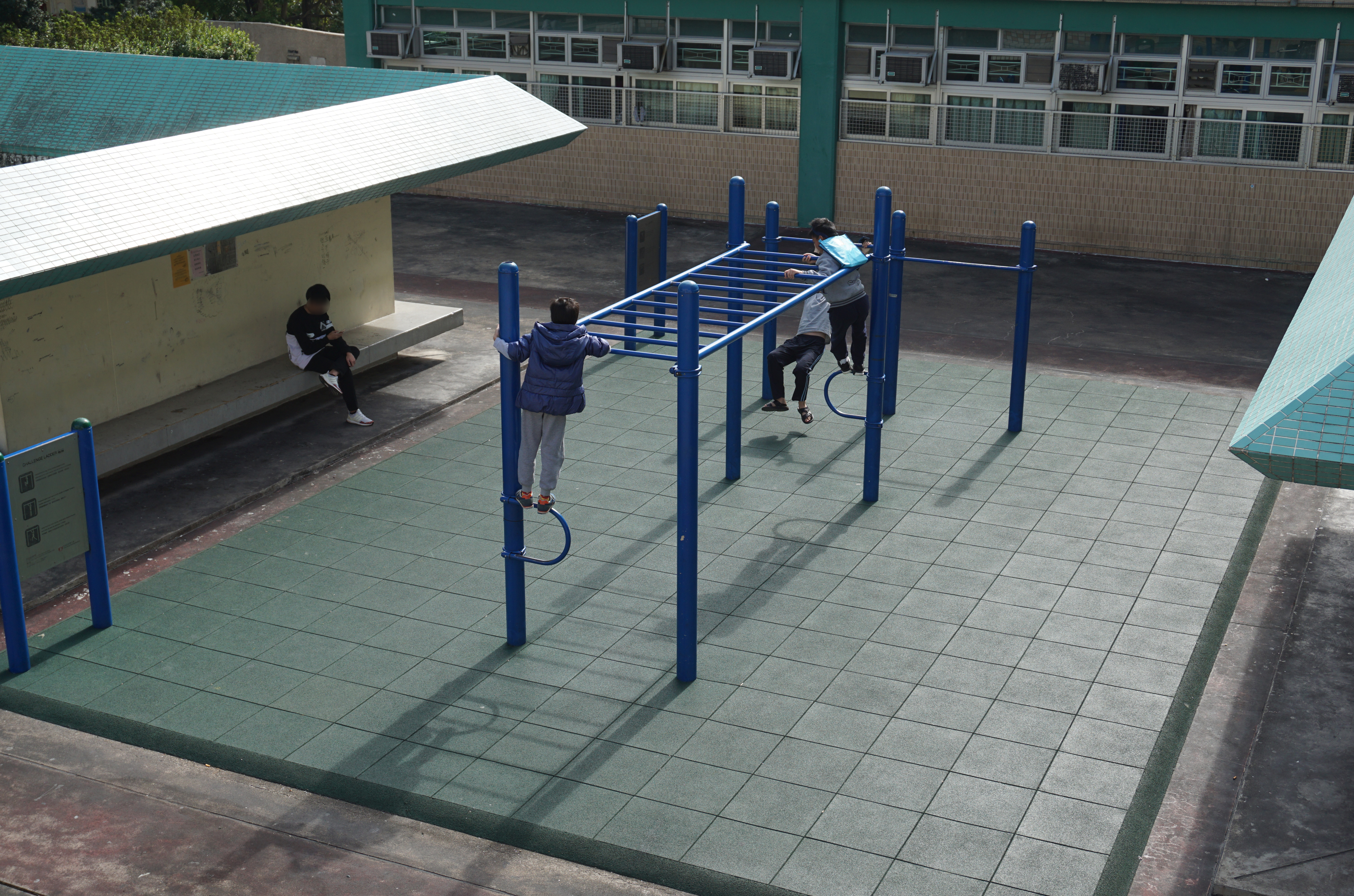
健體區（4）

### 商業設施

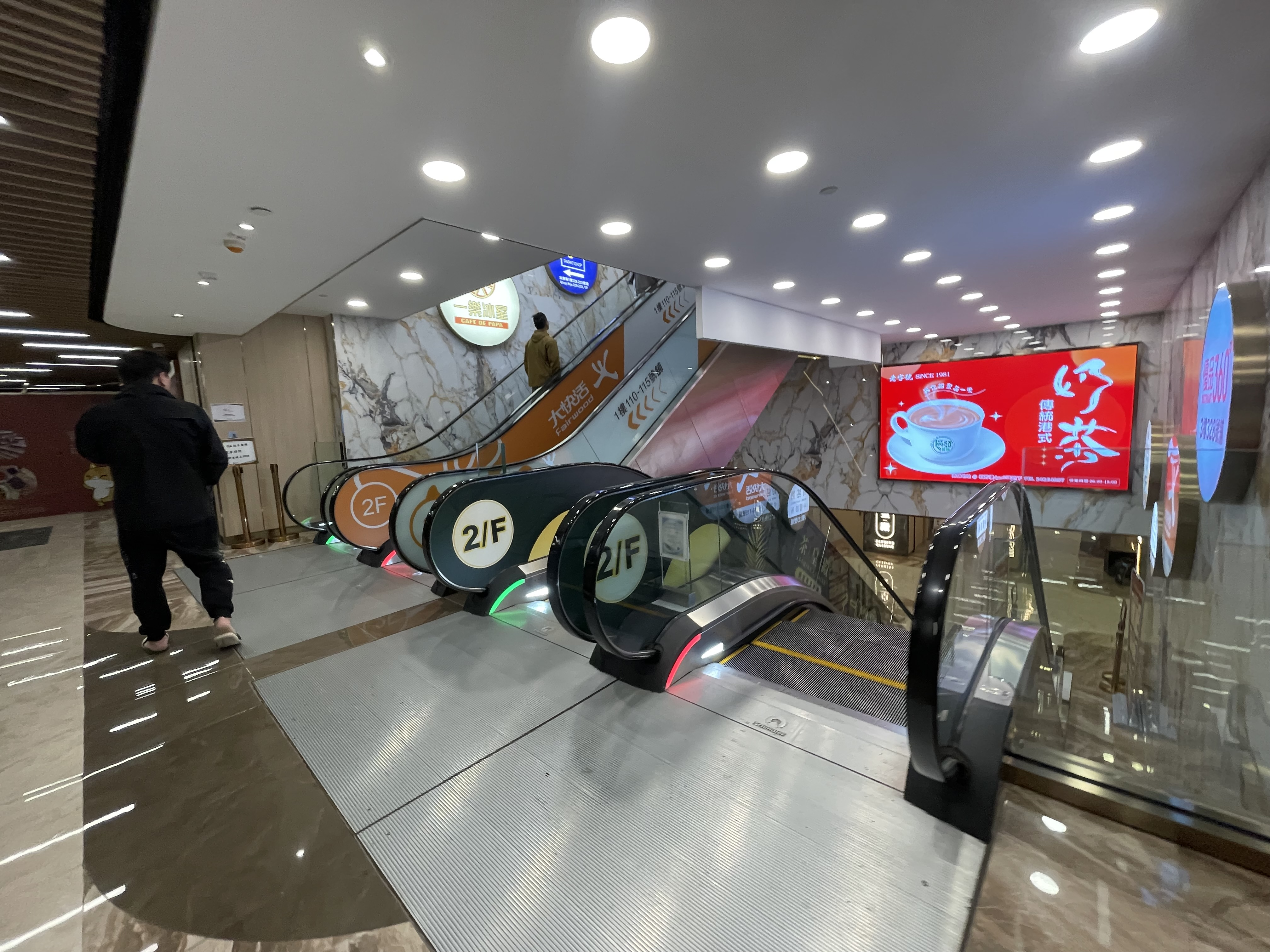
商場內部在翻新後增建了四條上下行扶手電梯來往各樓層，取代原本在商場外的單向上行扶手電梯。

石圍角新城（英語：Shek Wai Kok Square），前稱石圍角商場（ / ），於1982年正式落成並啟用，樓高四層。石圍角商場由香港房屋委員會（房委會）興建，原本屬其持有物業。領匯房地產投資信託基金（領匯；現稱領展）於2005年上巿後，房委會將旗下大部分商場及停車場出售予領匯，其中包括石圍角商場。2016年，鄧成波以7.33億港元購入石圍角商場。2021年，陳秉志及林子峰購入石圍角商場，其後斥資約1億港元為商場進行資產提升工程。商場在翻新後，按照業主旗下高士威集團其他曾進行大規模翻新的商場的一貫命名方式，改名為石圍角新城。
受原有設計及佈局所限，翻新前商場各樓層之間缺乏連接而需繞道外圍來往，亦未能有效盡用各層面積。翻新工程主要包括將原本的半開放式通道改為密封式冷氣通道、各層間增建扶手電梯改善動線設計、重整商場內樓面佈局，以及優化商舖間隔。工程分為兩個階段進行：第一階段原訂於2022年12月完工，但期間受到2019冠狀病毒病疫情、人手不足等因素影響一度出現延誤，直至2023年8月才正式啟用新的冷氣街市；至於第二階段則依照進度順利於2023年12月完工，並重新開放商場內部範圍予新商戶租用及進駐，餘下的外牆裝飾工程亦於其後陸續完工。
2023年2月28日，業主要求石芳樓的其中五間商舖在一個月內遷出，商戶稱無法及時清理存貨，其後獲寬限多兩個星期。在舊有商舖結業而又暫時未有新舖進駐的過渡期內，邨內將僅餘三間商舖售賣生活用品，加上翻新期間亦不設臨時街市，有居民批評翻新工程帶來不便。有開業多年的商戶稱翻新後的舖位租金昂貴，故此不考慮續租；亦有部分商戶如「大生文具公司」則決定遷往新舖位繼續經營。
位於商場基座旁平台的麥當勞保留全香港僅存一座的1:1真人尺寸比例麥當勞叔叔。該餐廳於2023年5月裝修後，店內部分位置改為現代化裝潢及增添自助點餐機；亦加入蘋果批樹、壁畫及漢堡包櫈等懷舊特色，是香港唯一仍包含復古設計元素的麥當勞。
- 商場基座地下：日本城、安達藥業、一樂冰室、食得喜粥粉麵、Cottex、TWO 馳 KABOO、幫你洗、茶皇殿、大快活、Funfun台式夾公仔專門店、荃灣地區康健中心、尚然堂中醫診所、滙豐銀行自動櫃員機、中國銀行（香港）自動櫃員機
- 商場基座一樓：百佳超級市場
- 商場基座二樓：麥當勞、銘記美食、木村面包屋、又一間小店、手作功夫茶、優品360、麵麵工舍、樂衛冬醫務中心及榮福堂中醫治療中心、7-Eleven
- 商場基座三樓：護老樂石圍角分院
- 石芳樓地下：廣發茶餐廳、冠華粥麵、石圍角郵政局
- 石芳樓三樓：石圍角公共圖書館、多明尼教育中心、公文式
- 一號停車場大廈地下：惠康超級市場、OK便利店、冷氣街市、4S Fitness
- 一號停車場大廈二樓：石圍角石荷護老中心、香港中華基督教青年會荃灣會所石圍角服務處、香港耀能協會石圍角家長資源中心
- 石荷樓二樓：中醫陳達良、西醫李卓邦、自然健身氣功會、西醫陸慧心、大生文具公司、荃灣街坊福利會綜合服務中心、石圍角商場辦事處
- 石荷樓三樓：浸信宣道會石圍角閱讀中心、浸信宣道會榮基教會、明愛荃灣互助幼兒中心

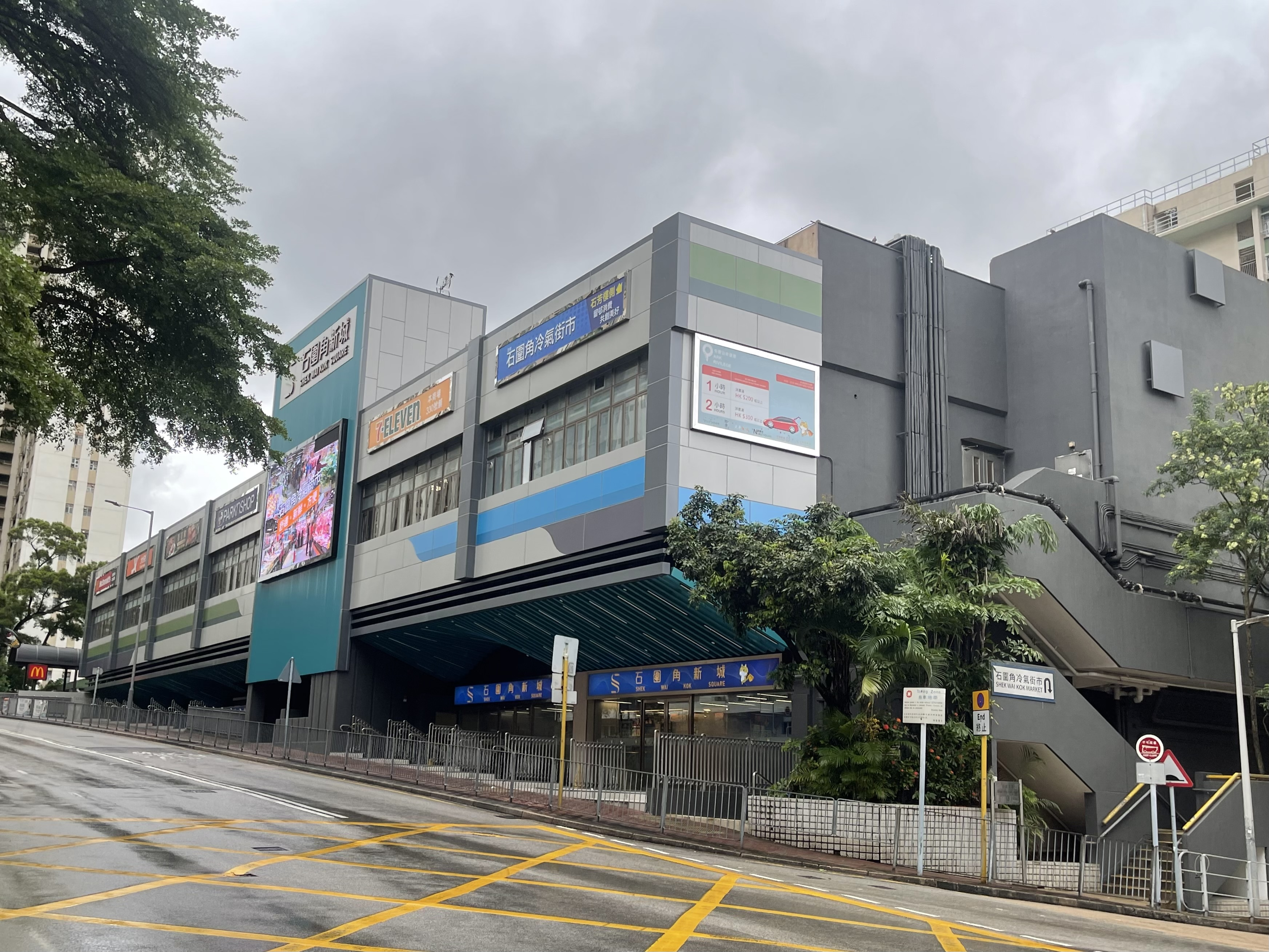
石圍角新城外觀（2024年）
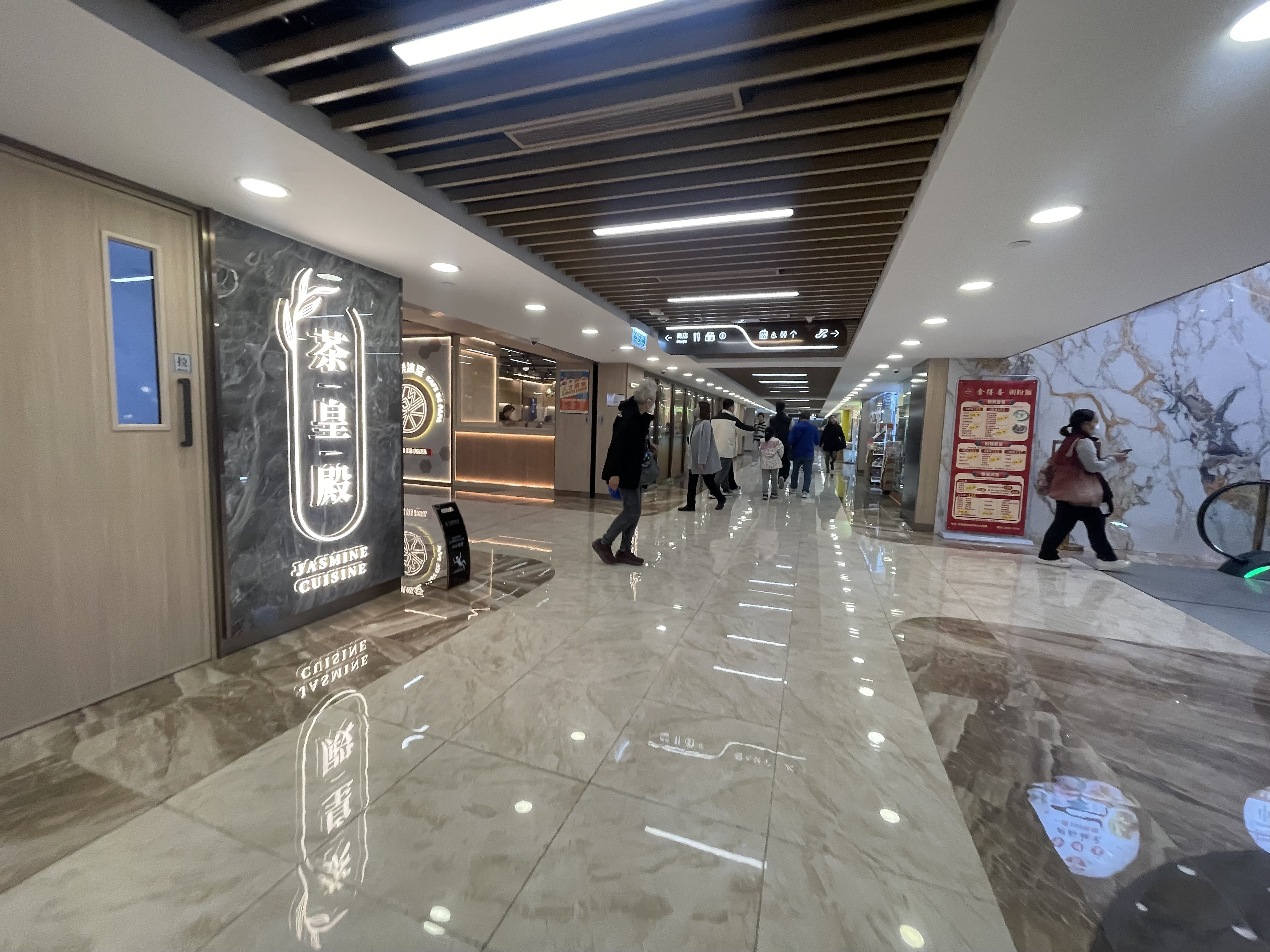
商場基座地下（1）
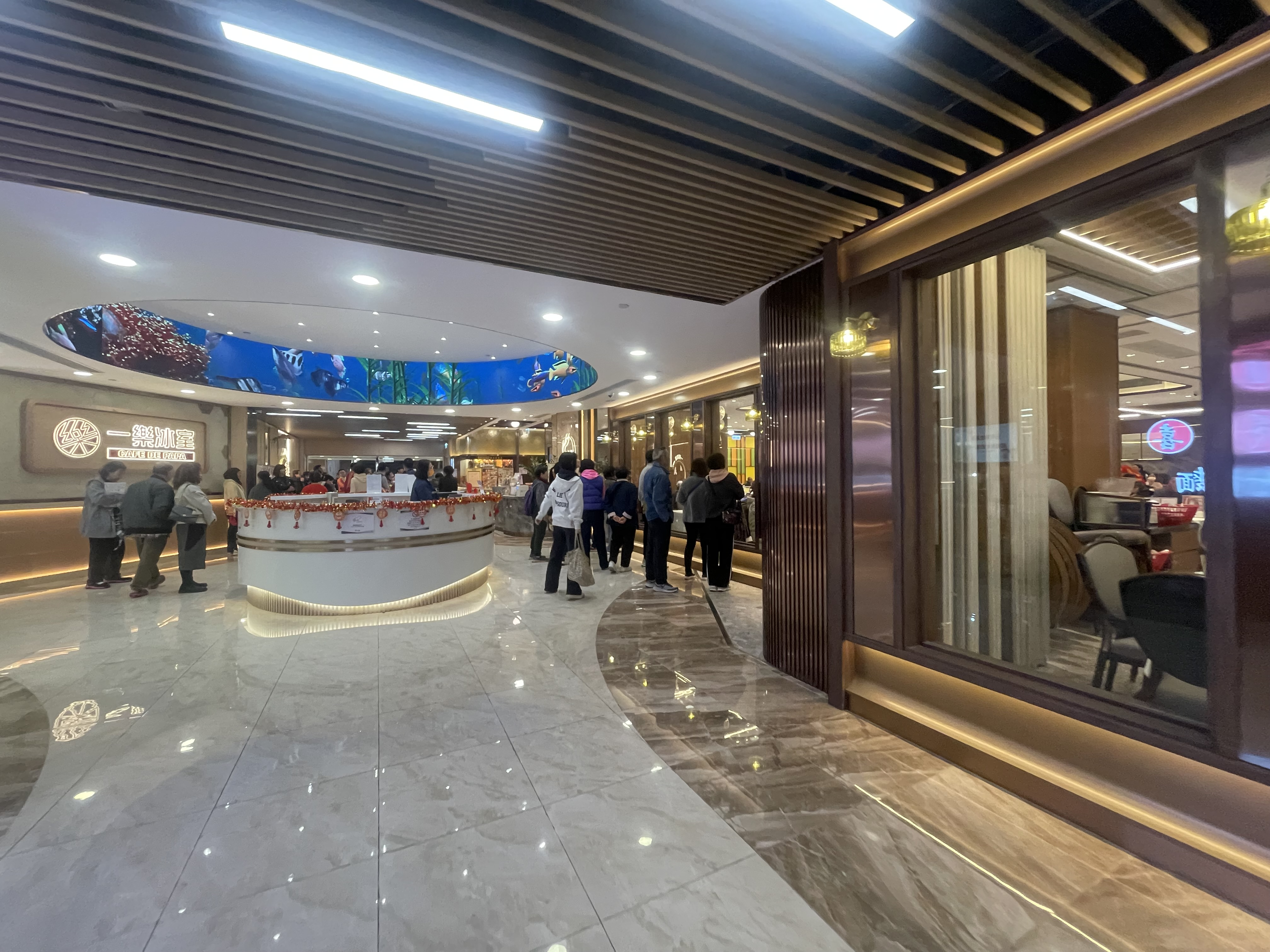
商場基座地下（2）
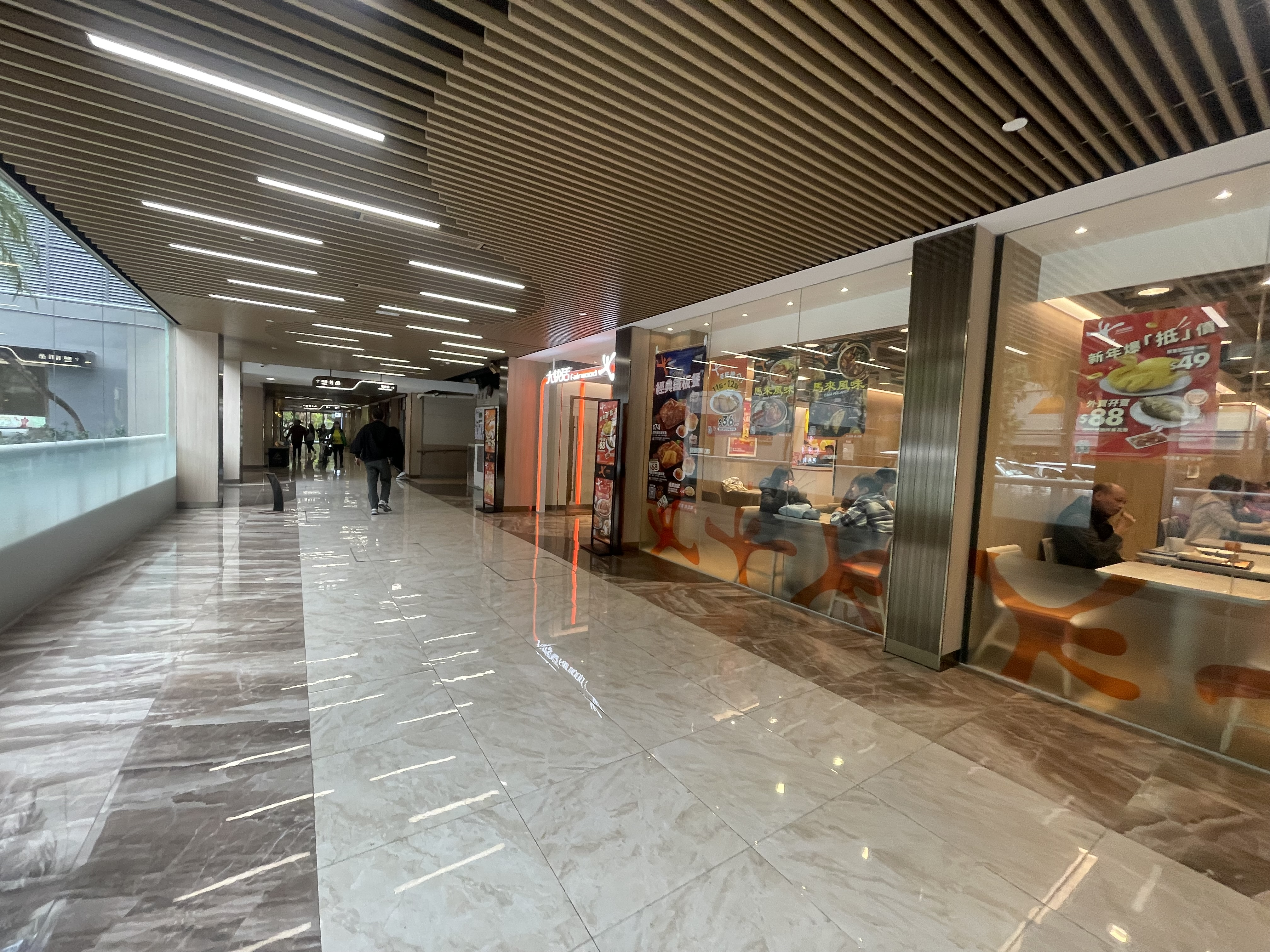
商場基座地下（3）
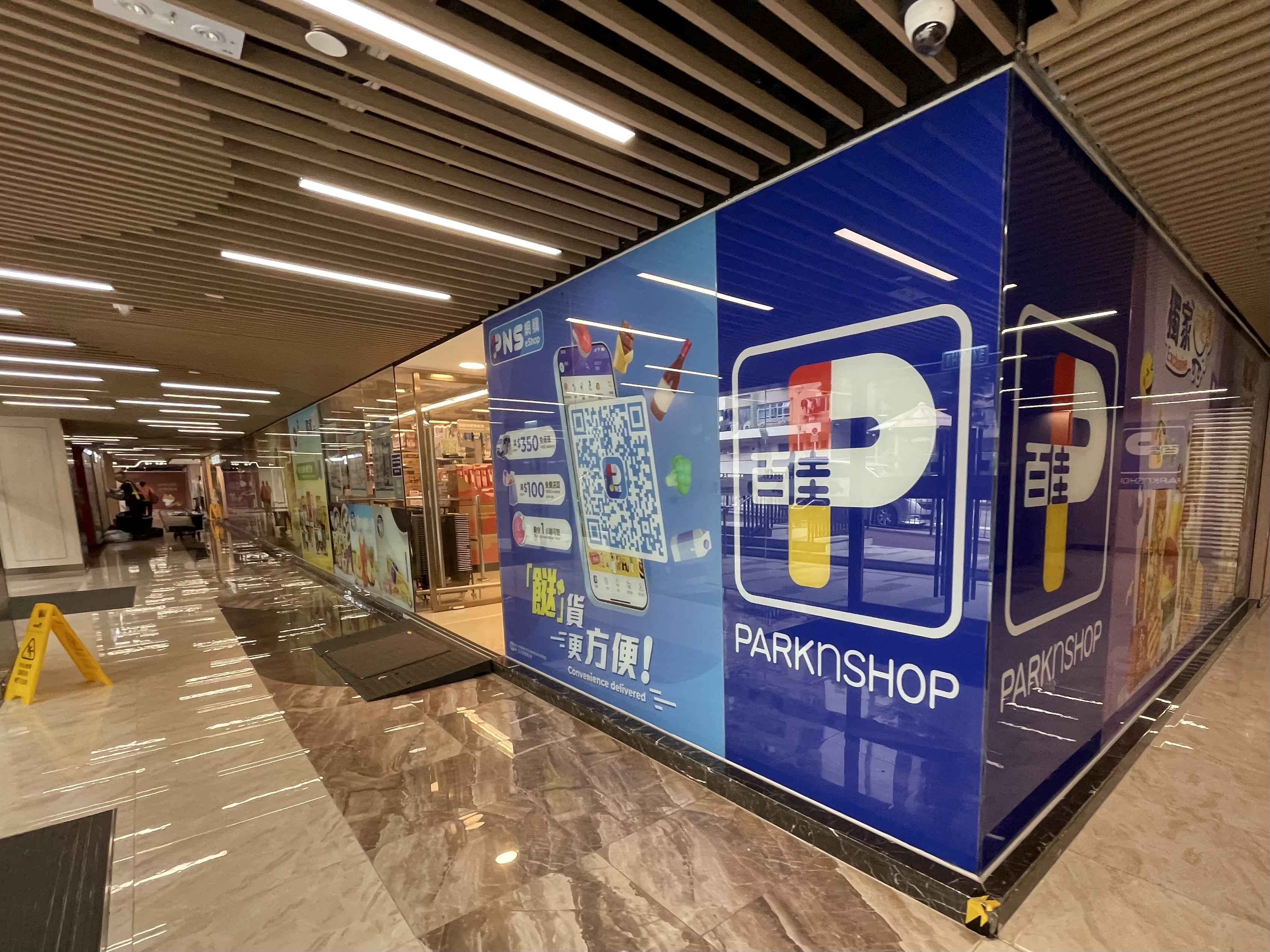
商場基座一樓
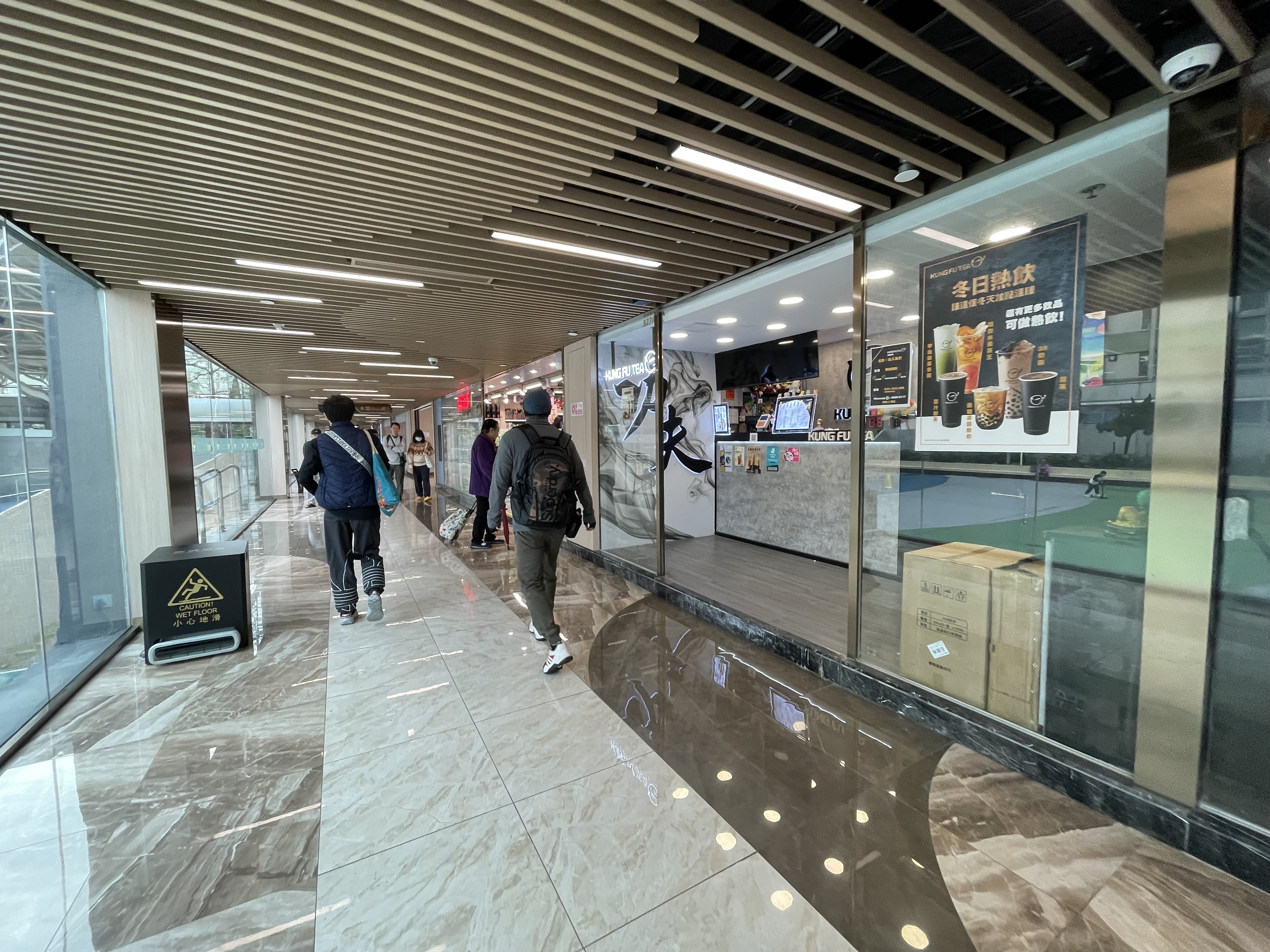
商場基座二樓
商場基座二樓對出的平台舖位，該處前身為邨內的「冬菇亭」，其後改建而成
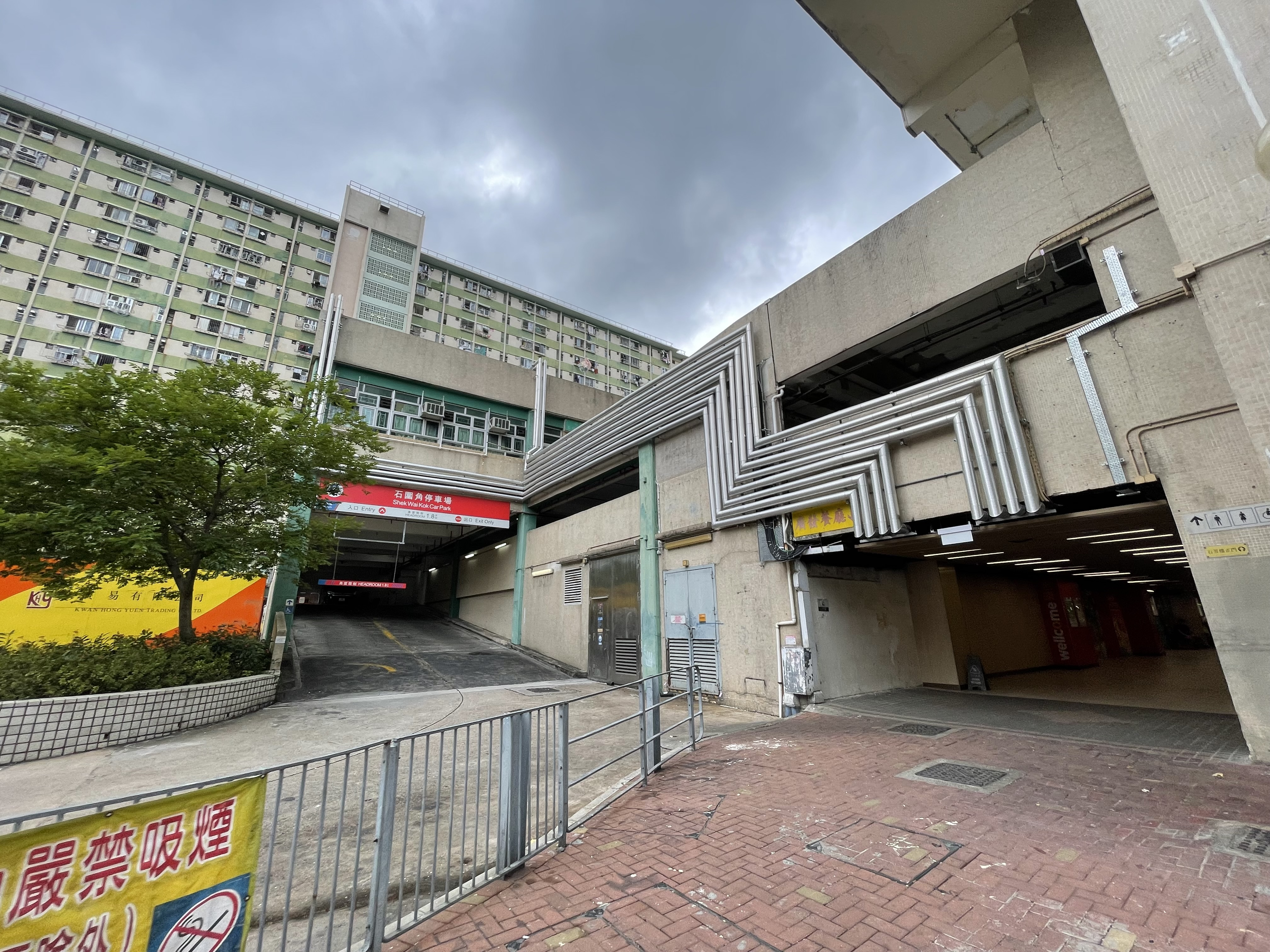
一號停車場大廈與石芳樓及石荷樓相連，其中只有一樓為停車場，地下及二樓平台則闢作商舖之用
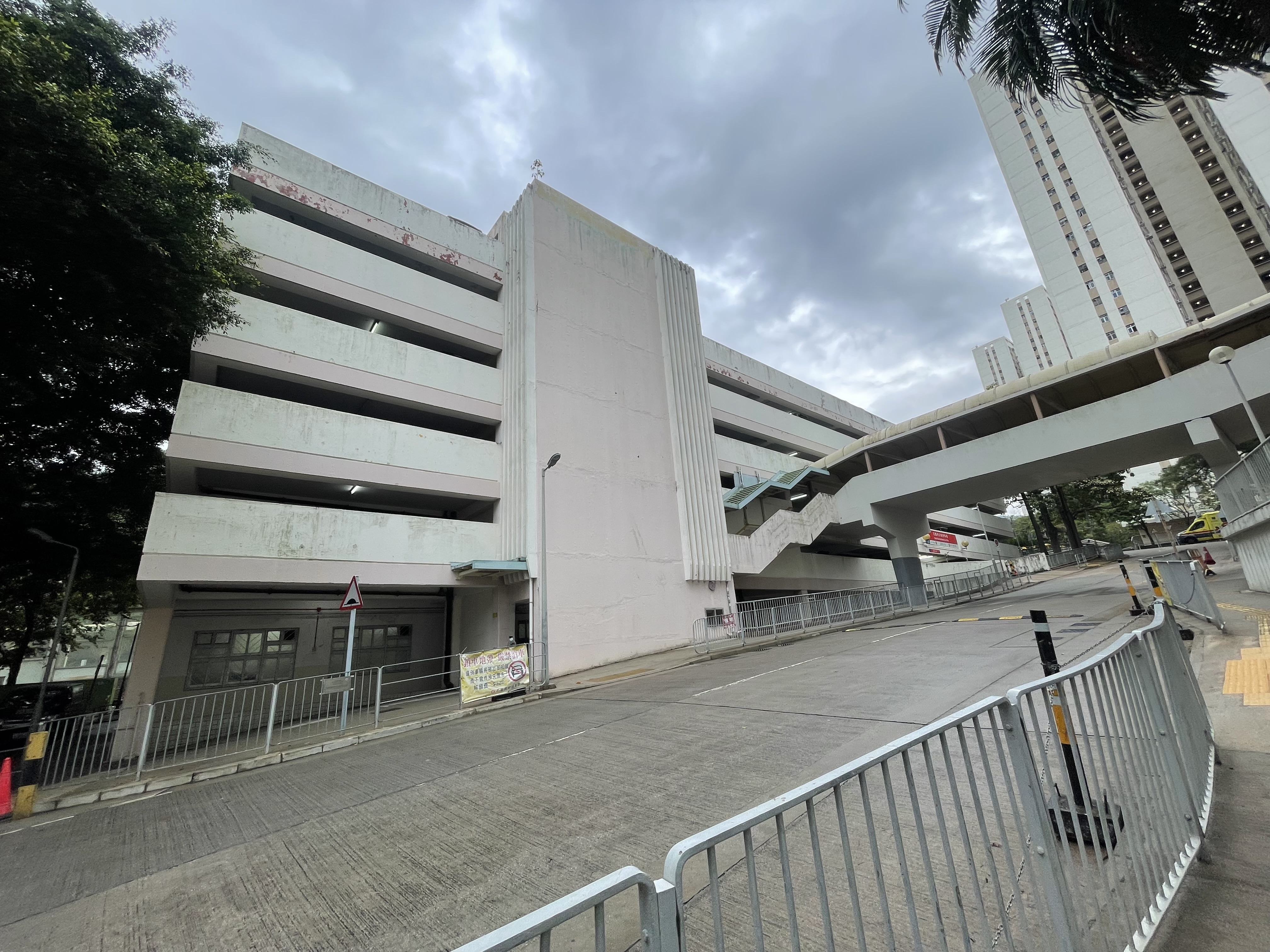
二號停車場大廈為樓高六層的多層停車場

| 翻新前圖集 |
| --- |
| - 石圍角商場外觀（2016年） - 翻新前的商場基座二樓（1） - 翻新前的商場基座二樓（2） - 翻新前的商場基座二樓（3） - 翻新前的商場基座二樓平台 - 翻新前的商場基座一樓（1） - 翻新前的商場基座一樓（2） - 翻新前的石芳樓二樓，該處與商場基座地下相連 - 翻新前的一號停車場大廈地下 - 翻新前的石圍角街市位於商場基座地下的中央位置 - 舊街市內有不少檔位空置 |

### 教育及福利設施
石圍角邨內擁有三所中學、兩所小學及四所幼稚園，為荃灣區的學校集中地之一。

#### 中學

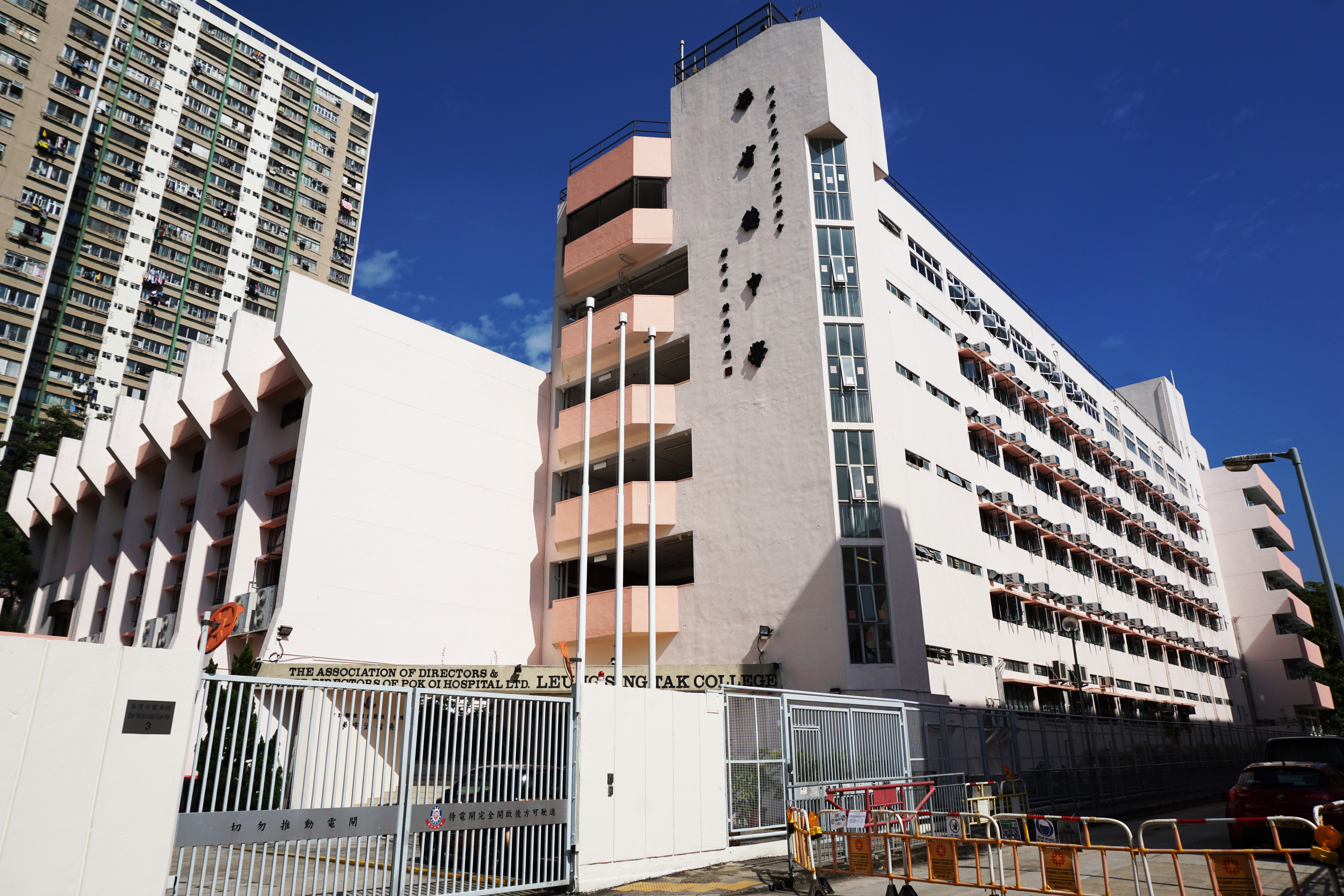
博愛醫院歷屆總理聯誼會梁省德中學
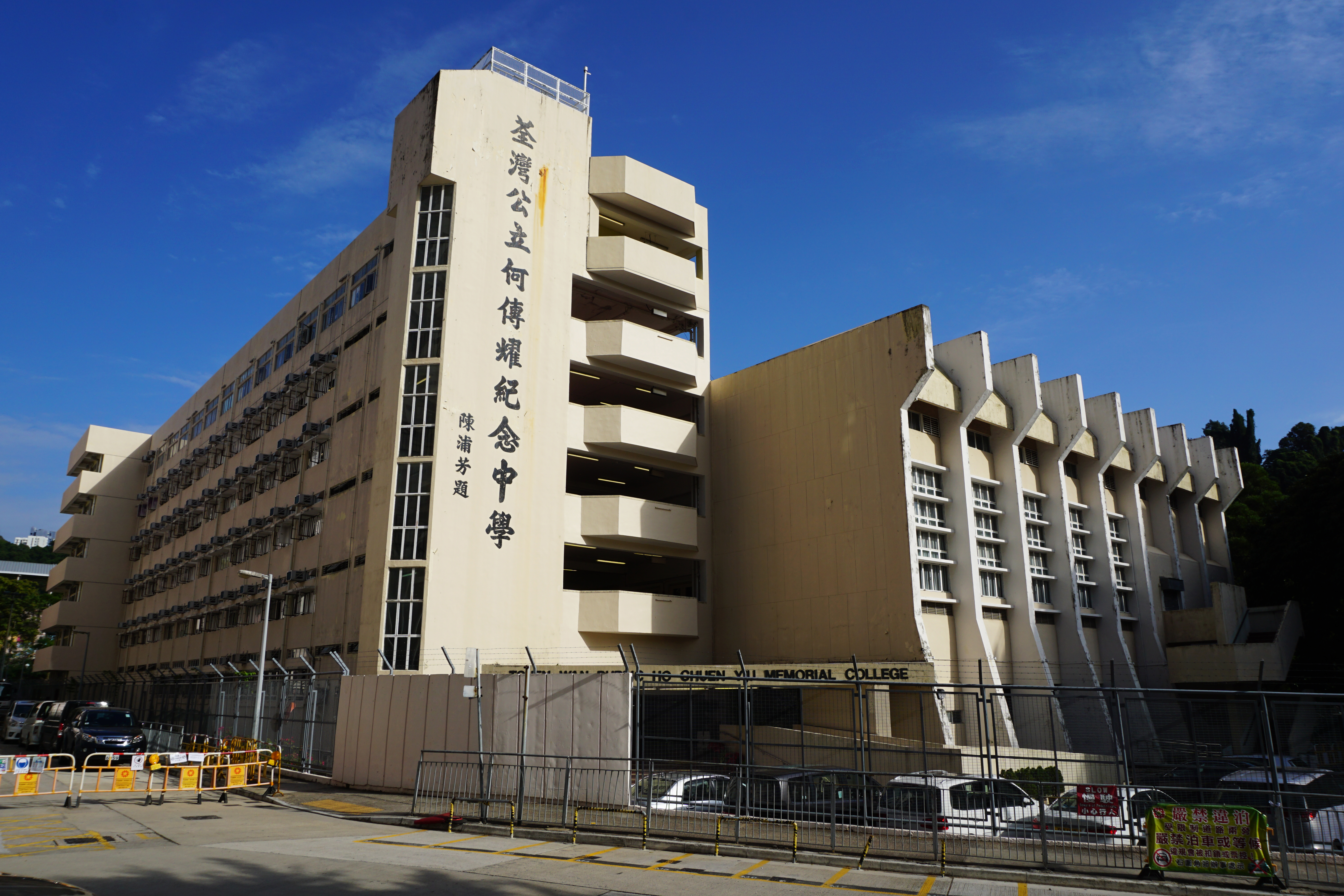
荃灣公立何傳耀紀念中學
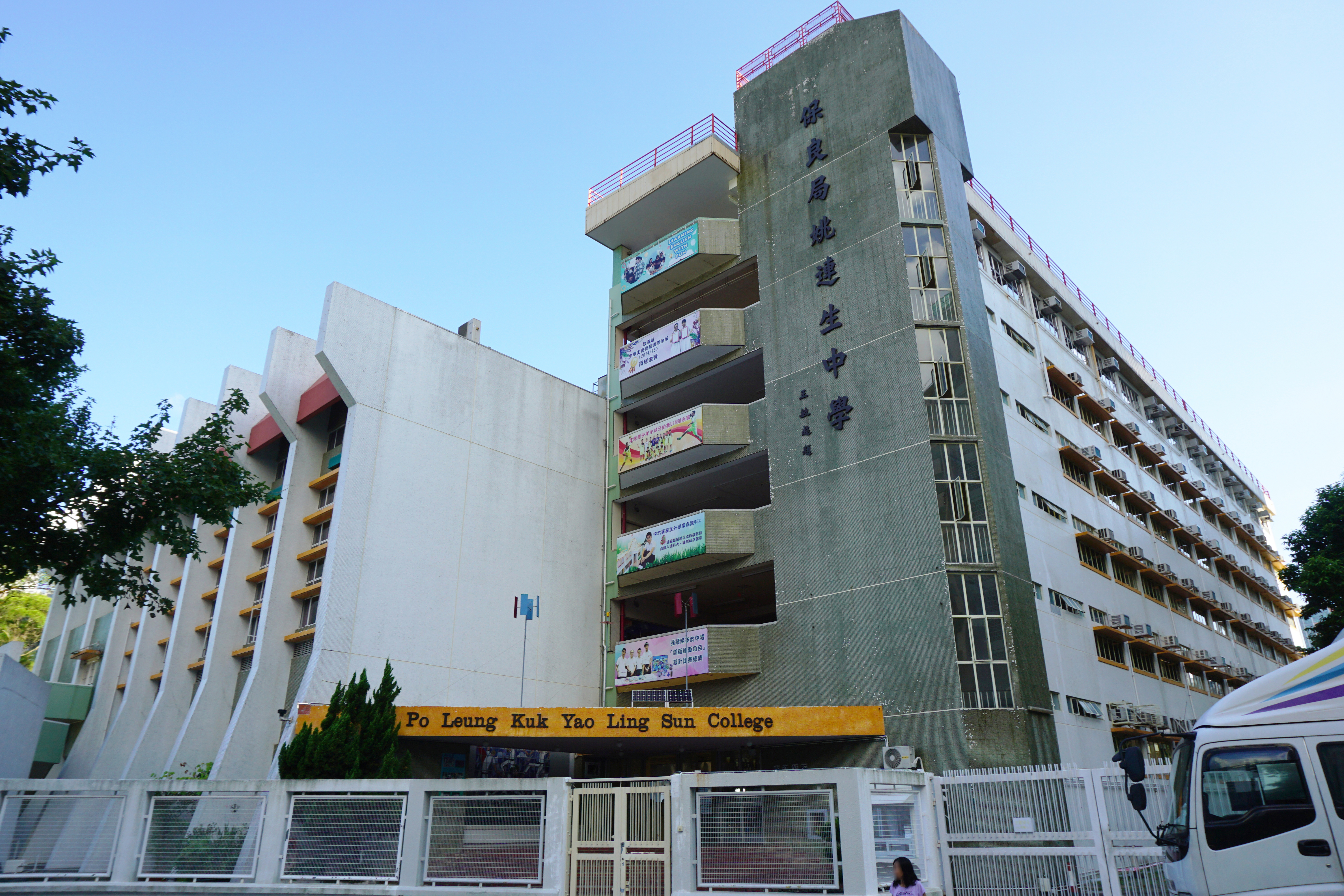
保良局姚連生中學

- 博愛醫院歷屆總理聯誼會梁省德中學
- 荃灣公立何傳耀紀念中學
- 保良局姚連生中學

#### 小學

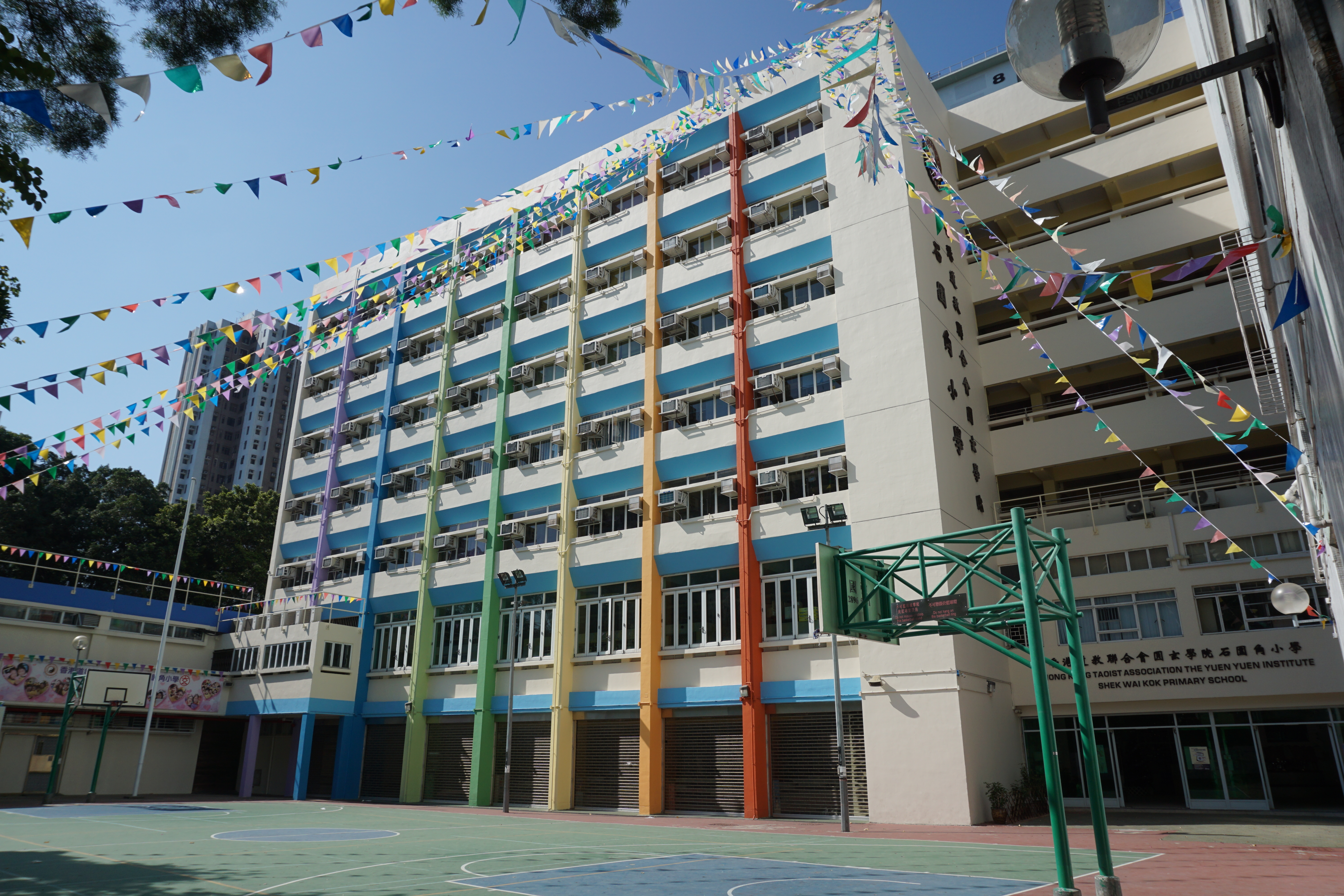
香港道教聯合會圓玄學院石圍角小學
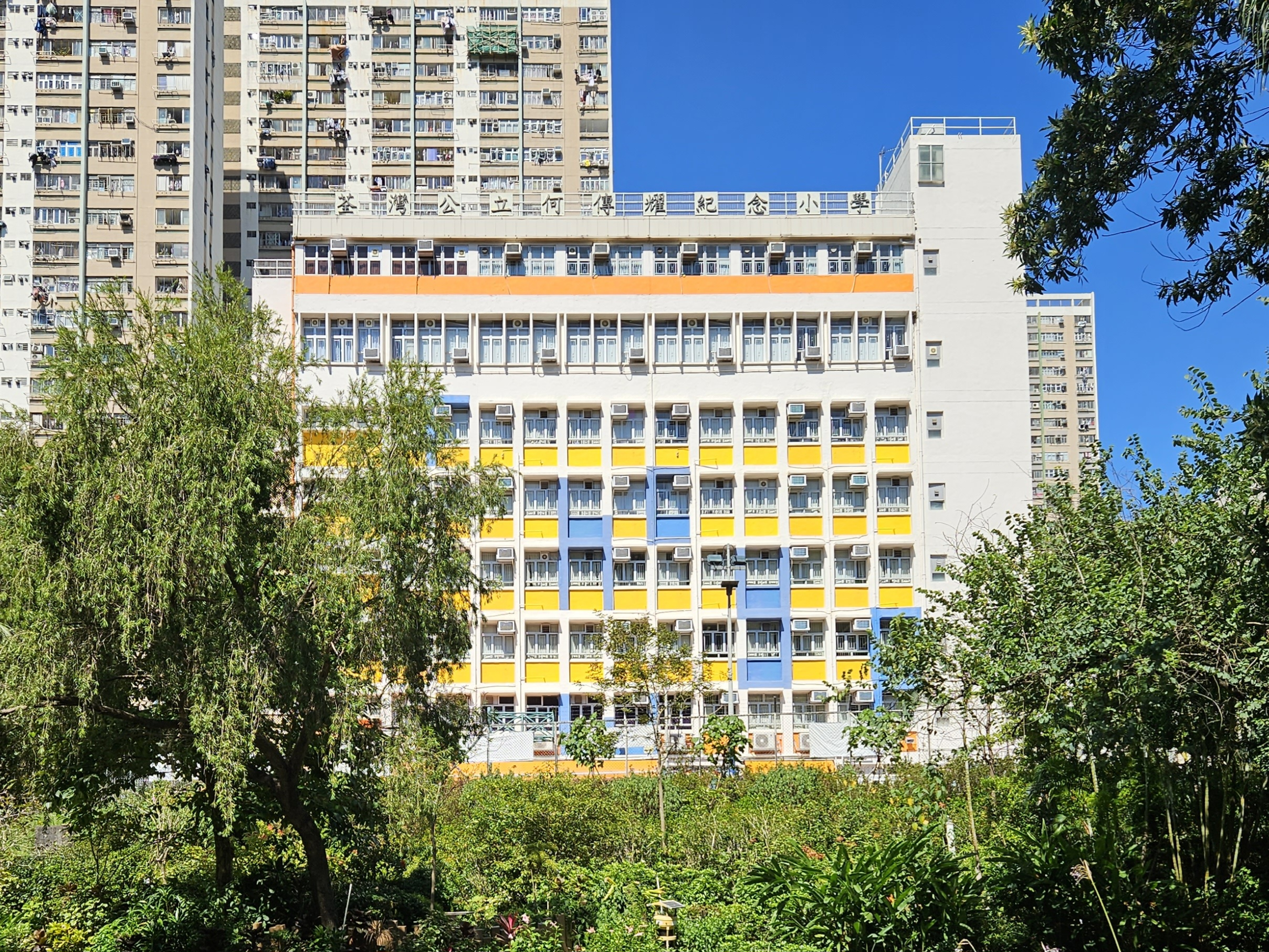
荃灣公立何傳耀紀念小學是全港最後一座落成的「火柴盒」小學
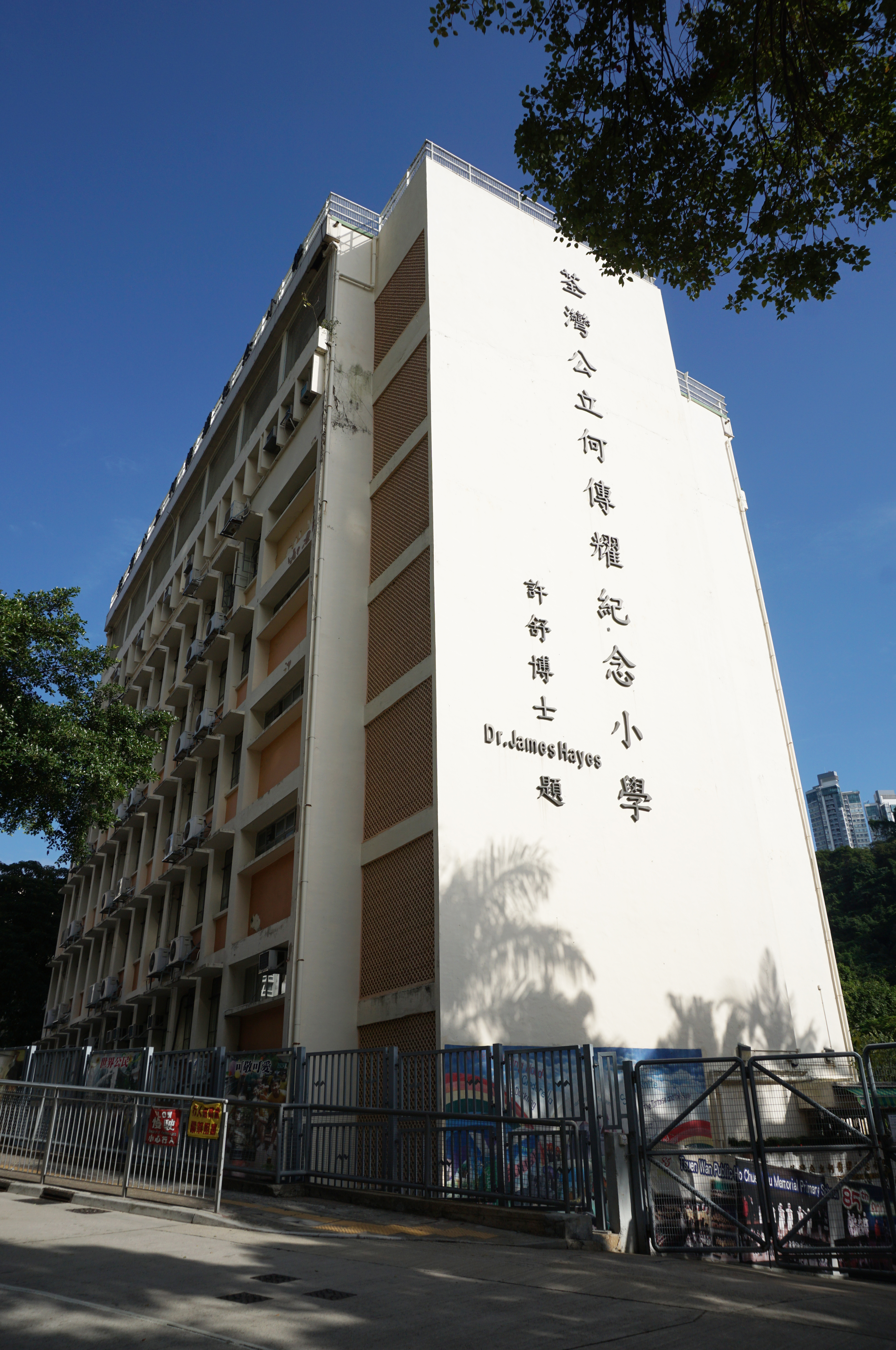
從側面可見，荃灣公立何傳耀紀念小學的校舍外型與火柴盒相似

- 荃灣公立何傳耀紀念小學

- 香港道教聯合會圓玄學院石圍角小學
- 荃灣公立何傳耀紀念小學是全港最後一座落成的「火柴盒」小學
- 從側面可見，荃灣公立何傳耀紀念小學的校舍外型與火柴盒相似

#### 幼稚園
- 荃灣聖多明尼幼稚園[35]（1981年創辦，位於石葵樓地下）
- 香港道教聯合會圓玄幼稚園[36]（1982年創辦，位於石桃樓地下）
- 中華基督教會福幼幼稚園[37]（1982年創辦，位於石翠樓地下14至17號）
- 中華基督教會福幼第二幼稚園[38]（1983年創辦，位於石蓮樓地下3至16、18及20號）

#### 家舍／宿舍
- 扶康會友愛之家[39]（1977年創辦，位於石芳樓201至209室）

#### 工場
- 扶康會賽馬會石圍角工場[40]（1986年創辦，位於石圍角邨二號停車場大廈地下）

## 知名居民
- 許軼：香港女歌手、女子組合COLLAR成員及前Lolly Talk成員，選秀節目《全民造星IV》參賽者之一，最終獲得季軍。
- 潘耀焯：前香港足球代表隊成員。曾居住於石菊樓。
- 蔡子健：前無綫電視男藝員，因參與不少旅遊節目而有「旅遊王子」之稱。曾居住於石翠樓。
- 陳漢威：前有線電視體育記者。曾居住於石蘭樓。
- 吳若希：香港女歌手、現無綫電視及星夢娛樂合約女藝員。曾居住於石蓮樓[44]。
- 鄧小巧：香港女歌手、前無綫電視女藝員，歌唱選秀節目《超級巨聲1》參賽者之一，最終獲得第六名。現居住於石桃樓。
- 劉威煌：香港男歌手、前無綫電視男藝員，歌唱選秀節目《超級巨聲1》參賽者之一，最終獲得第五名。
- 陳志均：美國亞利桑那大學科學家，有份參與拍攝黑洞[45][46]。
- 陳浩源，MH：香港輪椅羽毛球運動員，2019年獲選為第47屆香港十大傑出青年之一，2020年東京殘奧會獲得羽毛球男子單打WH2級銅牌、2024年巴黎殘奧會獲得羽毛球男子單打WH2級銀牌。曾居住於石葵樓低座22樓某單位。2022年參與房委會及無綫電視合作拍攝的特備節目《回家》並重遊邨內[47]，拍攝片段於2023月1月13日隨該節目第6集而播出。

## 區議會所屬選區
現時，石圍角邨所屬的區議會選區為荃灣區議會下轄的荃灣東南選區（K2），現任區議員是民建聯成員伍俊瑜及公屋聯會成員馮卓森。
2023年香港選舉改革前，本邨所屬的區議會選區分別為荃灣區議會下轄的象石選區（K16）及石圍角選區（K17）。象石選區範圍包括象山邨全邨、石圍角邨石翠樓與石菊樓，以及象鼻山路一帶的村屋，選區末任區議員是民主黨成員賴文輝；至於石圍角選區範圍則包括本邨除上述兩座外的其他樓宇，以及位於城門道近城門水塘的和宜合村，選區末任區議員是新界社團聯會成員兼公屋聯會主席文裕明。

### 歷屆選區範圍
| 年度／範圍                             | 1982年－1985年 | 1985年－1988年   | 1988年－1991年   | 1991年－1994年   | 1994年－1999年 | 2000年－2003年 | 2004年－2007年 | 2008年－2011年 | 2012年－2015年 | 2016年－2019年 | 2020年－2023年 | 2024年－2027年 |
| -------------------------------------- | -------------- | ---------------- | ---------------- | ---------------- | -------------- | -------------- | -------------- | -------------- | -------------- | -------------- | -------------- | -------------- |
| 石翠樓及石菊樓                         | 荃灣東選區     | 荃灣東（北）選區 | 荃灣東（北）選區 | 石圍角及象山選區 | 象山選區       | 象山選區       | 象石選區       | 象石選區       | 象石選區       | 象石選區       | 象石選區       | 荃灣東南選區   |
| 石蘭樓                                 | 荃灣東選區     | 荃灣東（北）選區 | 荃灣東（北）選區 | 石圍角及象山選區 | 象山選區       | 象山選區       | 石圍角選區     | 石圍角選區     | 石圍角選區     | 石圍角選區     | 石圍角選區     | 荃灣東南選區   |
| 石葵樓、石芳樓、石荷樓、石蓮樓及石桃樓 | 荃灣東選區     | 荃灣東（北）選區 | 荃灣東（北）選區 | 石圍角及象山選區 | 石圍角選區     | 石圍角選區     | 石圍角選區     | 石圍角選區     | 石圍角選區     | 石圍角選區     | 石圍角選區     | 荃灣東南選區   |

### 歷屆議員
| 屆別           | 議員   | 政治聯繫     | 政治聯繫             | 選區名稱 | 選區名稱 | 議員   | 政治聯繫 | 政治聯繫                      |
| -------------- | ------ | ------------ | -------------------- | -------- | -------- | ------ | -------- | ----------------------------- |
| 1982年－1985年 | 張秀清 |              | 無黨籍               | 荃灣東   | 荃灣東   | 不適用 | 不適用   | 不適用                        |
| 1985年－1988年 | 謝文佳 | 荃灣東（北） | 荃灣東（北）         |          |          | 不適用 | 不適用   | 不適用                        |
| 1988年－1991年 | 楊福廣 | 荃灣東（北） | 荃灣東（北）         |          | 勵進會   | 黃於唱 |          | 無黨籍                        |
| 1991年－1994年 | 楊福廣 | 石圍角及象山 | 石圍角及象山         | 羅金成   | 勵進會   |        | 港同盟   |                               |
| 1994年－1999年 | 楊福廣 |              | 全民（社會服務）聯線 | 石圍角   | 象山     | 許昭暉 |          | 全民（社會服務）聯線 → 民建聯 |
| 1994年－1999年 | 楊福廣 |              | 全民（社會服務）聯線 | 石圍角   | 象山     | 許昭暉 |          | 全民（社會服務）聯線 → 民建聯 |
| 2000年－2003年 | 楊福廣 |              | 自 自由黨            | 石圍角   | 象山     | 蔡子民 |          | 民主黨                        |
| 2004年－2007年 | 文裕明 |              | 公屋聯會／新 新社聯  | 石圍角   | 象石     | 蔡子民 |          | 民主黨                        |
| 2008年－2011年 | 文裕明 |              | 公屋聯會／新 新社聯  | 石圍角   | 象石     | 蔡子民 |          | 民主黨                        |
| 2012年－2015年 | 文裕明 | 陳振中       | 公屋聯會／新 新社聯  | 石圍角   | 象石     |        | 民建聯   |                               |
| 2016年－2019年 | 文裕明 | 陳振中       | 公屋聯會／新 新社聯  | 石圍角   | 象石     |        | 民建聯   |                               |
| 2020年－2023年 | 文裕明 | 賴文輝       | 公屋聯會／新 新社聯  | 石圍角   | 象石     |        | 民主黨   |                               |
| 2020年－2023年 | 文裕明 | 議席懸空     | 公屋聯會／新 新社聯  | 石圍角   | 象石     |        |          |                               |
| 2024年－2027年 | 馮卓森 | 公屋聯會     | 荃灣東南             | 荃灣東南 | 伍俊瑜   |        | 民建聯   |                               |

## 重大事件

### 戴卓爾夫人到訪邨內
1982年9月26日至28日，英國首相戴卓爾夫人視察訪問香港，是首位在任期間到訪香港的英國首相。訪港最後一日（9月28日）下午3時10分，首相戴卓爾夫人於港督尤德爵士陪同下乘坐港督座駕前往石圍角邨參觀以視察民情。戴卓爾夫人抵達邨內時獲數以千計居民等候及歡迎，房屋司廖本懷及房屋署署長衛綸書亦在場迎接。之後她參觀邨內各處，期間與香港道教聯合會圓玄學院石圍角小學的學生合照，再到石蘭樓15樓某單位的吳姓居民家中進行家訪，於邨內逗留至3時55分離開。當局其後在邨內空中花園處豎立了一塊金屬製紀念牌匾，在牌匾上分別以中文及英文記載此事，以作紀念。

### 徐步高槍擊案
2001年3月14日中午12時5分，梨木樹警署接獲一名曾姓男子的報案，投訴石圍角邨石桃樓「A座552室」有音響噪音。值日室警員按當值表，通知梁成恩及其同僚前往處理投訴。當日早上，梁成恩因為處理一宗襲擊案而沒有出外巡邏，在警署用過午膳後，就準備到石圍角邨為襲擊案錄取另一份口供，聽到同僚被召喚，就主動透過無線對講機回應報案室，當時身在警車的梁成恩決定接手，讓拍檔陳子坤可以原車回到警署午膳。10分鐘後，警車到達石圍角邨石翠樓，梁成恩與陳子坤短暫交談後便單獨上樓處理噪音投訴。12時20分，梁成恩抵達石桃樓，惟未有發現，於是以手機回覆報案室已到石桃樓552室。之後，梁成恩受到襲擊，身中多槍倒地。12時38分，梨木樹警區第三巡邏小隊主管、督察林蔭民抵達現場，發現梁成恩已經死亡。警方在梁成恩身旁發現一個懷疑屬於兇手的口罩，法證專家則找到死者以及一名不知名男子的DNA樣本。此不明男子的DNA樣本，與五年後（2006年）尖沙咀警員槍擊案中被擊斃的疑犯徐步高的DNA經檢驗比對後，證實兩者吻合。

### 劫殺老婦案
2006年12月7日，48歲的家庭主婦李瑞香，因為自身經濟問題而到石圍角邨尋找長者充當劫財獵物。她結識了居住在石芳樓5樓504室的81歲獨居老婦吳基鑾，與之混熟後，李瑞香打算上門搶劫，最後更將之亂棍打死。李瑞香在兩年後再涉及石硤尾邨另一宗老婦劫殺案，因而揭發她是連環殺手，最終兩項謀殺罪名成立，被判處終身監禁。

### 婦人斬前夫跳樓案
2016年7月30日上午，石圍角邨石桃樓17樓某單位內，一對已離異夫婦發生爭執。52歲伍姓婦人用菜刀砍傷87歲唐姓前夫後由單位露台跳下，倒臥大廈對出的花槽，救護員到場後證實伍婦當場身亡。事件發生後，據悉為伍婦男友的58歲張姓男子趕到現場，要求見伍婦最後一面，期間一度與警員推撞，最終因阻差辦公被拘捕。張男其後帶備祭品重返現場跪地哭祭。

## 外部連結
- 香港房屋委員會石圍角邨資料 （页面存档备份，存于）
- 走遍香港252條公共屋邨 — 荃灣
- 石圍角總站 （页面存档备份，存于）

22°22′31″N 114°07′25″E / 22.37528°N 114.12361°E